# 中国の筆跡一覧
中国の筆跡一覧（ちゅうごくのひっせきいちらん）では、有史以来、清代までの中国の筆跡の一覧を示す。時代ごとに名称・年代・筆者・書体・所蔵場所などを記す。

## 三代

### 殷
| 年代 | 筆跡名     | 筆者 | 書体 | 所蔵・法帖など                                                                       |
| ---- | ---------- | ---- | ---- | ------------------------------------------------------------------------------------ |
| 不詳 | 小臣艅犠尊 | 不明 | 金文 | サンフランシスコ・アジアン・アート・ミュージアム (Asian Art Museum of San Francisco) |

- 小臣艅犠尊（しょうしんよぎそん）
  - 犀を象った殷代末期の酒器。銘文は4行、27字で、書風は甲骨文に比べて秀麗であり、横画がすこし右上がりである。銘文に殷末の東方侵略に関する史実を含んでいるが、このように大事件を書くことによって時期を示すこと（大事紀年）も殷代によくある書き方である。道光年間（1821年 - 1850年）に山東省寿張県梁山から出土した[1][2]。

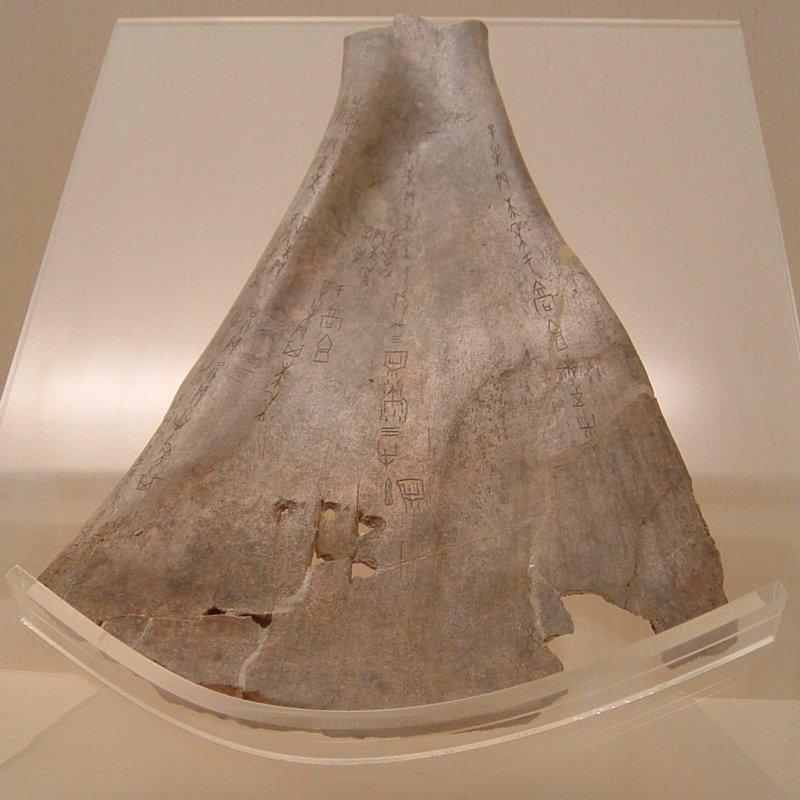
甲骨文
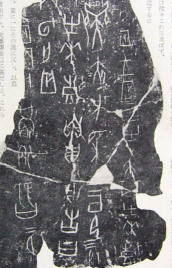
甲骨文
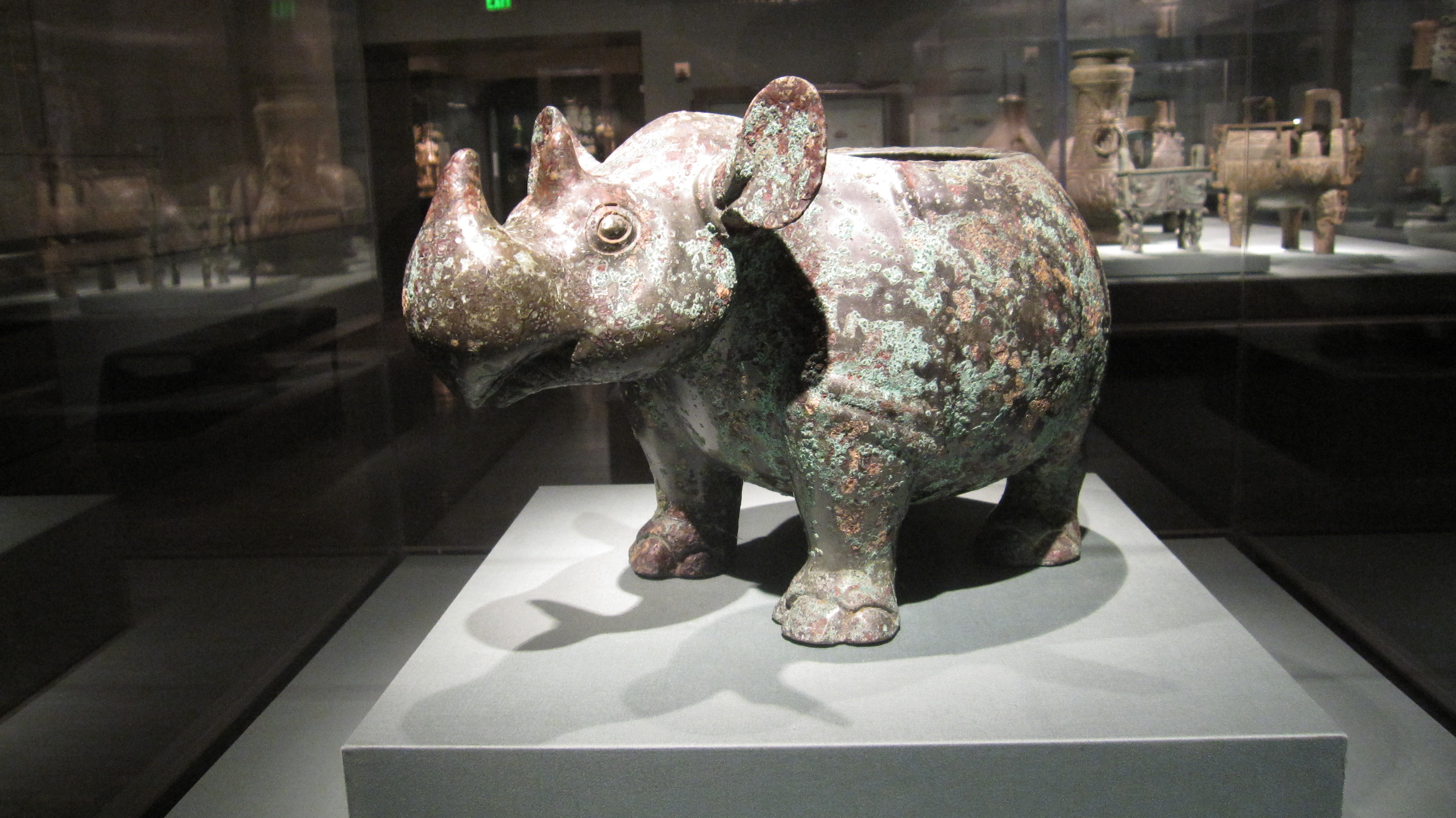
小臣艅犠尊
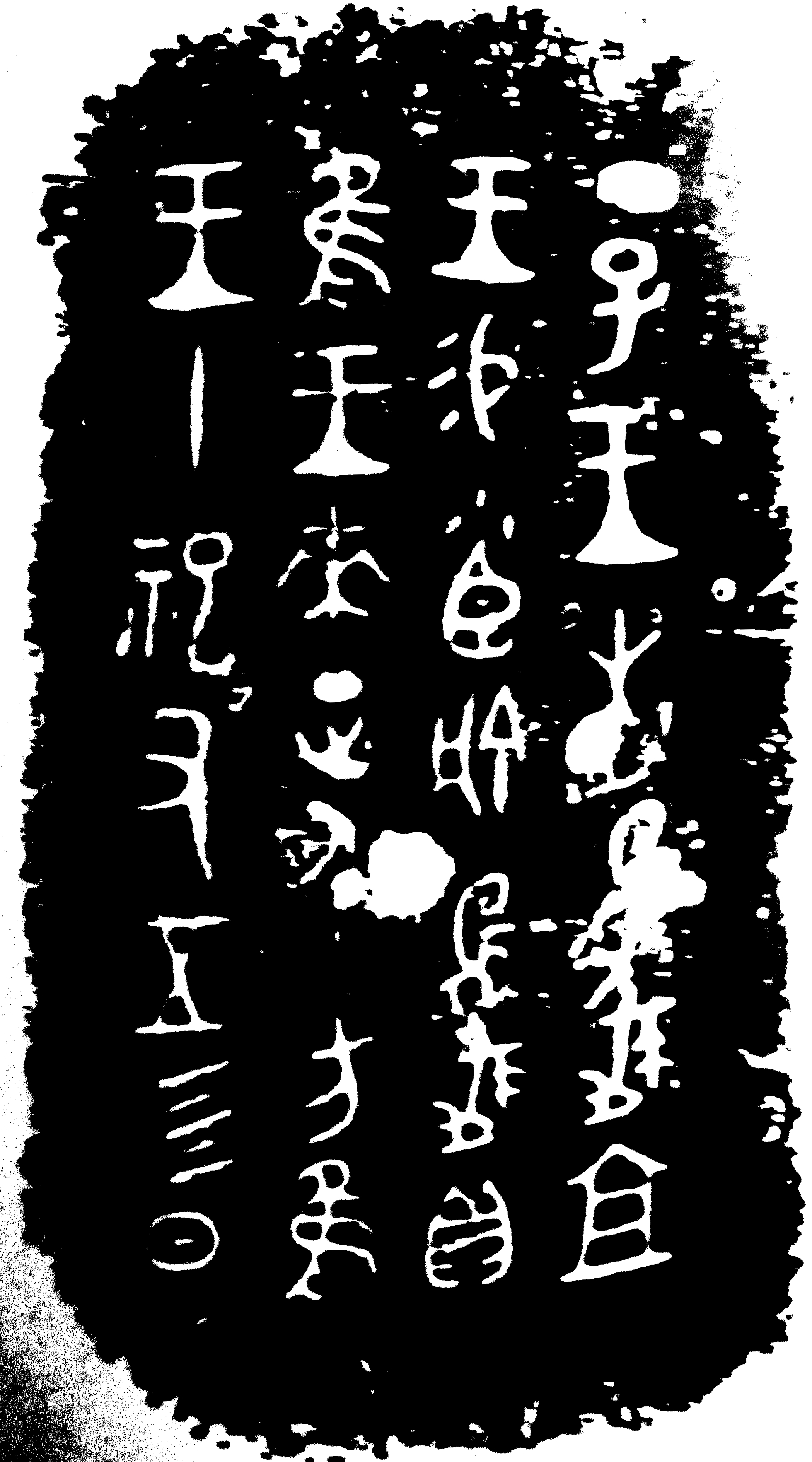
小臣艅犠尊銘

### 周
| 年代                           | 筆跡名               | 筆者   | 書体             | 所蔵・法帖など       |
| ------------------------------ | -------------------- | ------ | ---------------- | -------------------- |
| 不詳                           | 大豊簋               | 不明   | 金文             |                      |
| 不詳                           | 周公簋               | 不明   | 金文             |                      |
| 不詳                           | 令簋                 | 不明   | 金文             |                      |
| 不詳                           | 父丁卣（ふていゆう） | 不明   | 金文             |                      |
| 不詳                           | 史頌匜（ししょうい） | 不明   | 金文             |                      |
| 不詳                           | 大盂鼎               | 不明   | 金文             |                      |
| 不詳                           | 大克鼎               | 不明   | 金文             |                      |
| 不詳                           | 毛公鼎               | 不明   | 金文             | 台北・国立故宮博物院 |
| 不詳                           | 散氏盤               | 不明   | 金文（大篆とも） | 台北・国立故宮博物院 |
| 紀元前883年 or 紀元前815年など | 虢季子白盤           | 不明   | 金文（大篆とも） | 中国国家博物館       |
| 紀元前374年                    | 石鼓文               | 史籀？ | 大篆             |                      |
| 紀元前313年                    | 詛楚文（そそぶん）   | 不明   | 大篆             |                      |

- 大豊簋（たいほうき）
  - 周代の最も早い時期の銅器。銘文は8行、78字であり、殷の甲骨文に似たところが多い[3]。
- 周公簋（しゅうこうき）
  - 周代初期の銅器。銘文は8行、67字である[4]。
- 令簋（れいき）
  - 西周時代初期の銅器。銘文は12行、110字である。民国になって洛陽付近から出土した[5]。
- 大盂鼎（だいうてい）
  - 西周時代前期の銅鼎。鼎としては極めて大きな例で、銘文は19行、291文字である。道光年間、『小盂鼎』とともに出土した[6]。
- 大克鼎（だいこくてい）
  - 西周時代後期の銅鼎。器の高さが100 cm余りあり、現存する最大の鼎である。銘文は28行、291字である。清の光緒年間、陝西省岐山県から『小克鼎』とともに出土した[7]。
- 毛公鼎（もうこうてい）
  - 西周時代後期の銅鼎。全高53.8 cm、口径47.9 cm、重さ34.7 kgの大型の器である。銘文は現存する金文中、最も長文で、32行、497字に達する。西周晩期は字体が崩れ、緊張感のないものが多く見られる中で、この銘は引き締まった正しい文字で書かれている。道光年間、陝西省岐山県より出土した[8][9]。
- 散氏盤（さんしばん）
  - 西周厲王時代の銅盤。「散」とは氏族名で、同時にその支配していた国名でもある。銘文は19行、350字で、盤の内底に鋳出されている。文字は通例の金文に比べて字形が扁平で、右下がりの傾向がある。このような書風の金文は他に見ることの少ない珍しいものである。出土の事情は不明である[10][11]。銘文の内容は、渭水南岸沿いに、散氏と夨（そく）氏とが隣接して所領をもっていたが、夨氏側が散氏の邑を侵寇したというので訴訟となり、結果、夨氏から散氏に賠償として田土をおくることになった経過である。さらに文末には、その引渡しを終えての夨氏側の誓約文がある[12]。

- 虢季子白盤（かくきしはくばん）
  - 西周時代後期の銅盤。「虢」は国名、「季」は兄弟の中で最年少の者、「子白」は人名でこの器の製作者である。盤は普通、円形であるが、この盤は角に丸みをつけた楕円長方形という珍しい形をしており、口径は118.2 cmある。銘文の内容は、王の征伐の功績を頌したもので、8行、104字が縦約83.5 cmに納められている。字間と行間を大きく空けて並べてあり、引き締まった縦長の篆書に近い文字とやや古い感じのする扁平な文字が混在している。道光年間に陝西省眉県で秣[13]の桶に使っていたのを発見された[14][15]。

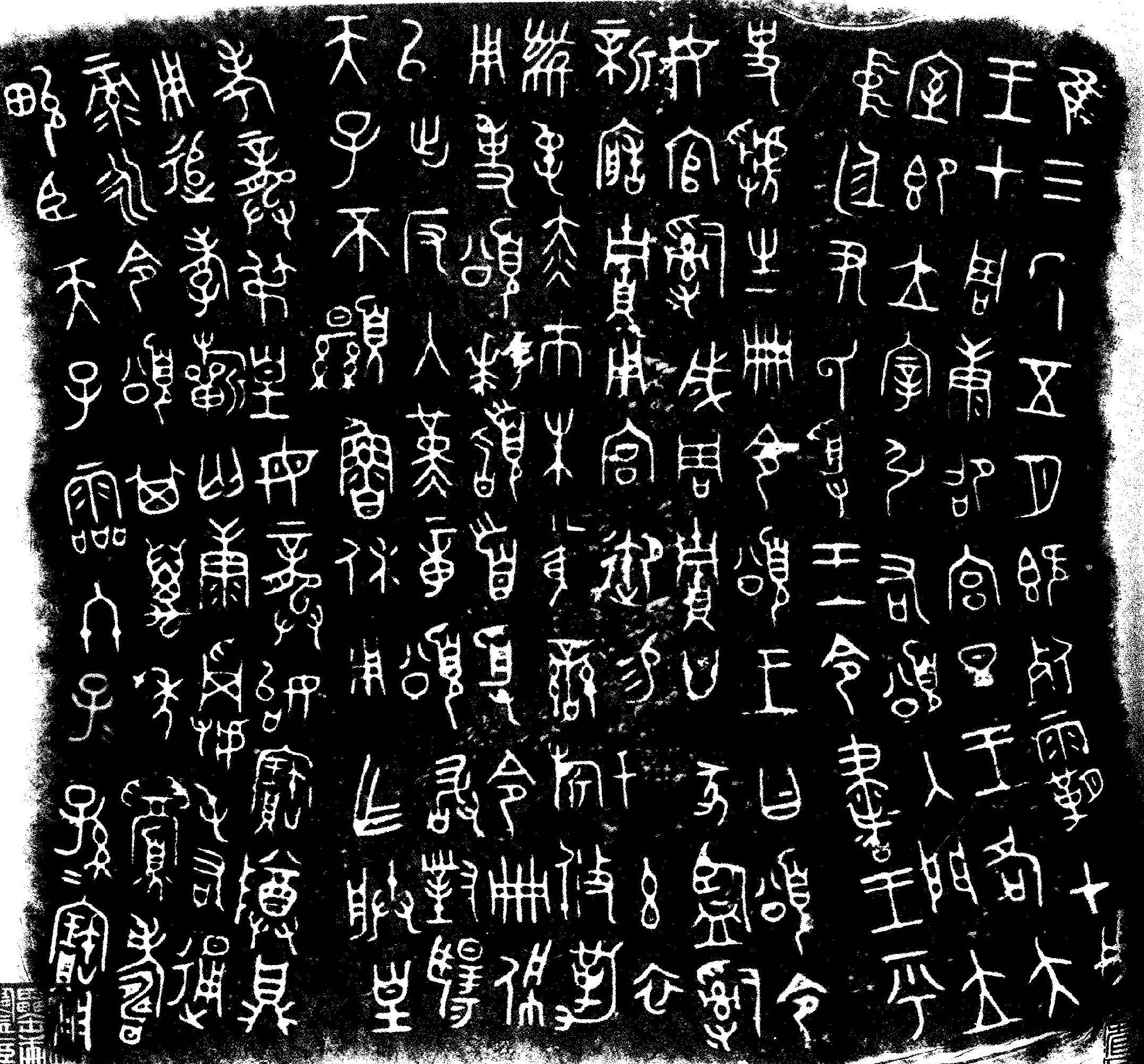
『史頌鼎銘』
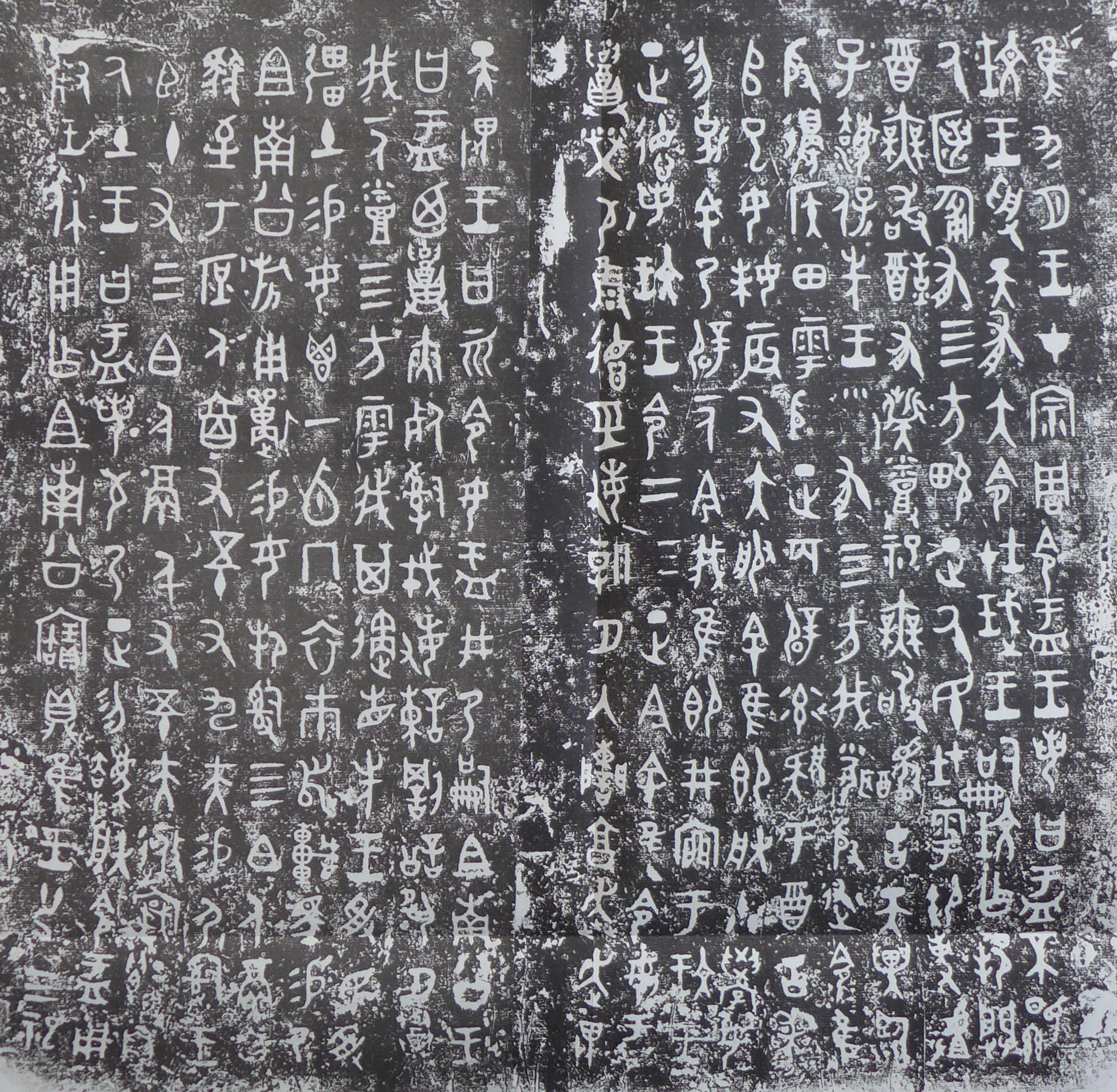
『大盂鼎銘』
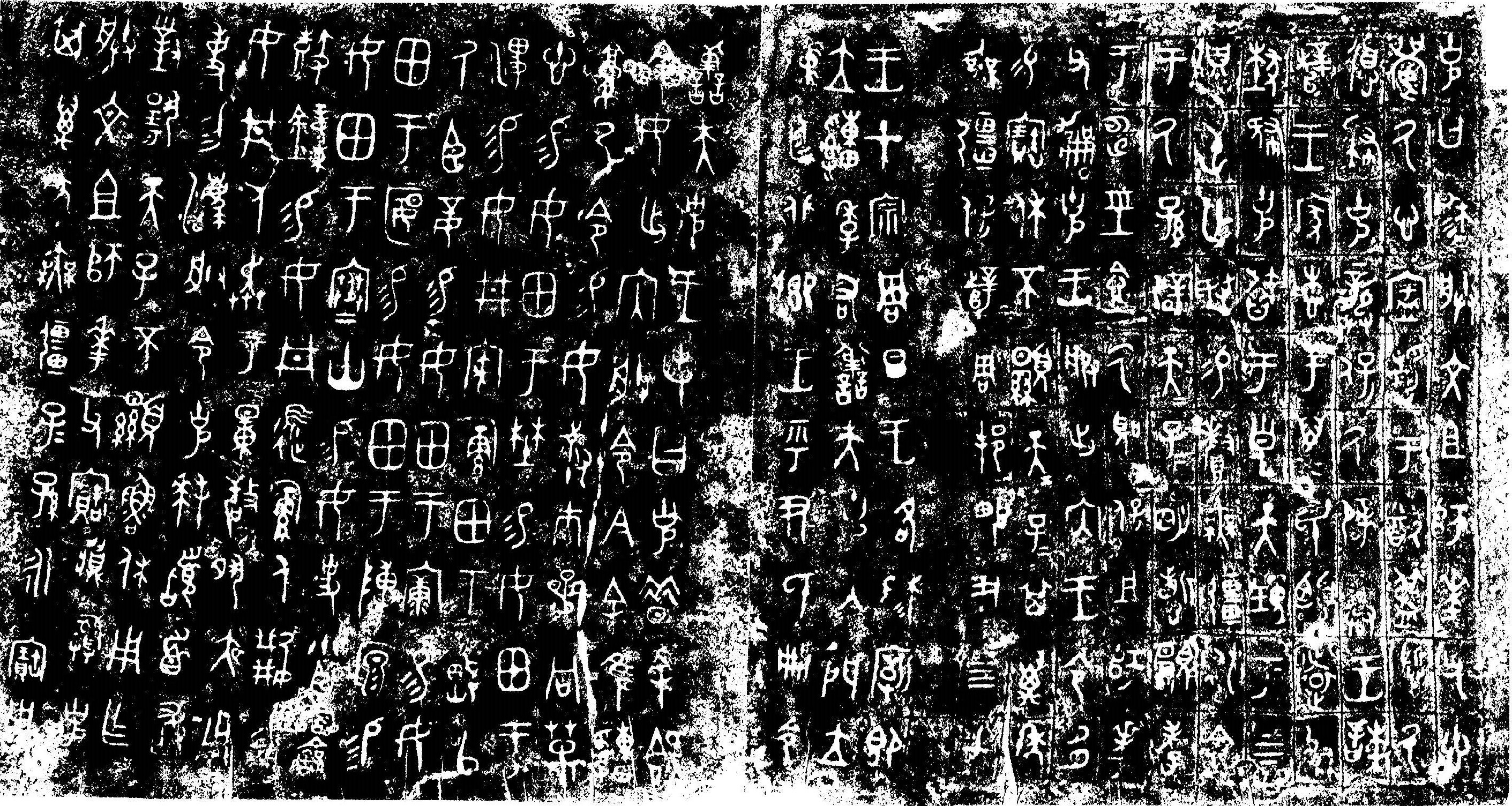
『大克鼎銘』
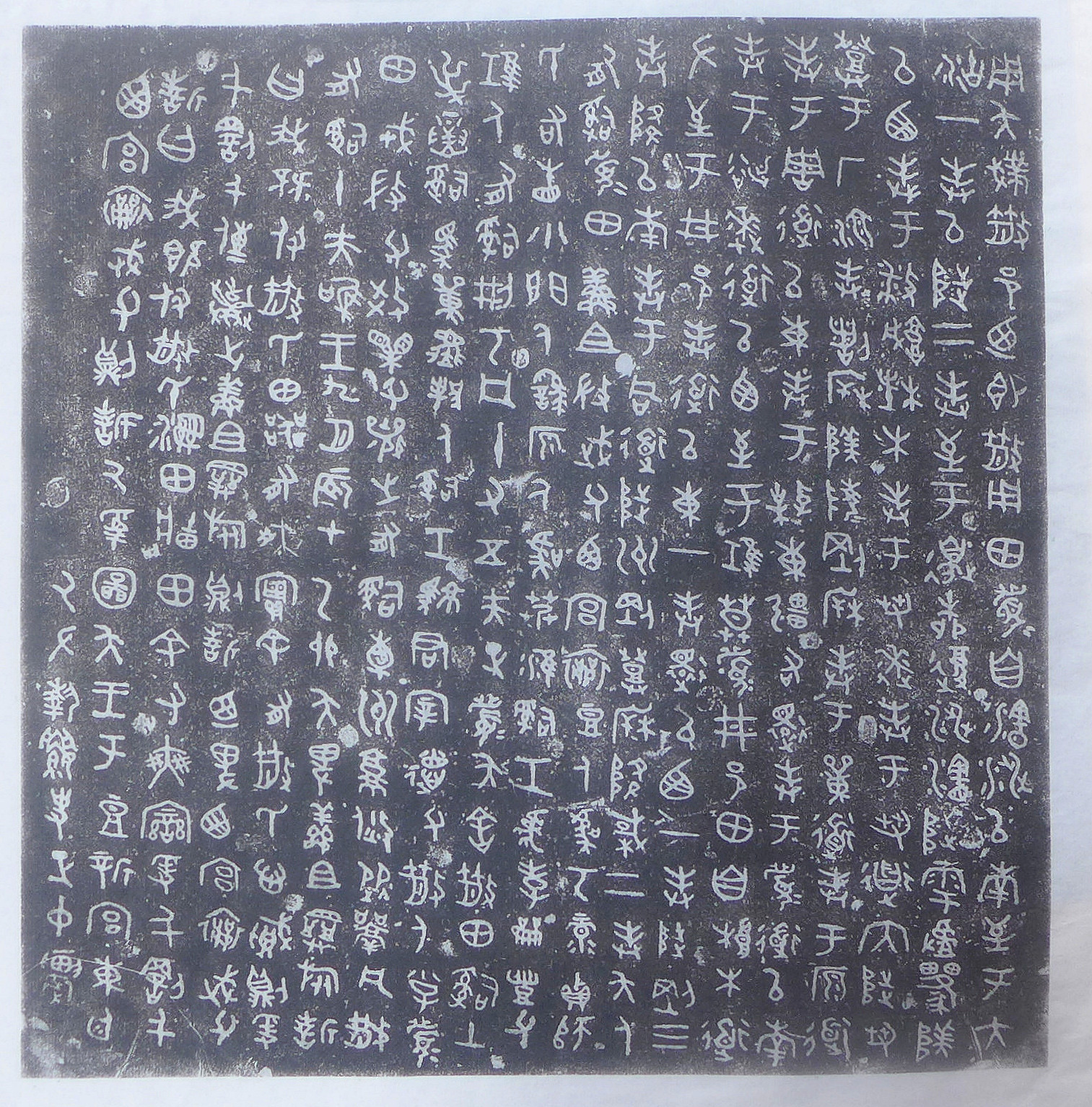
『散氏盤銘』
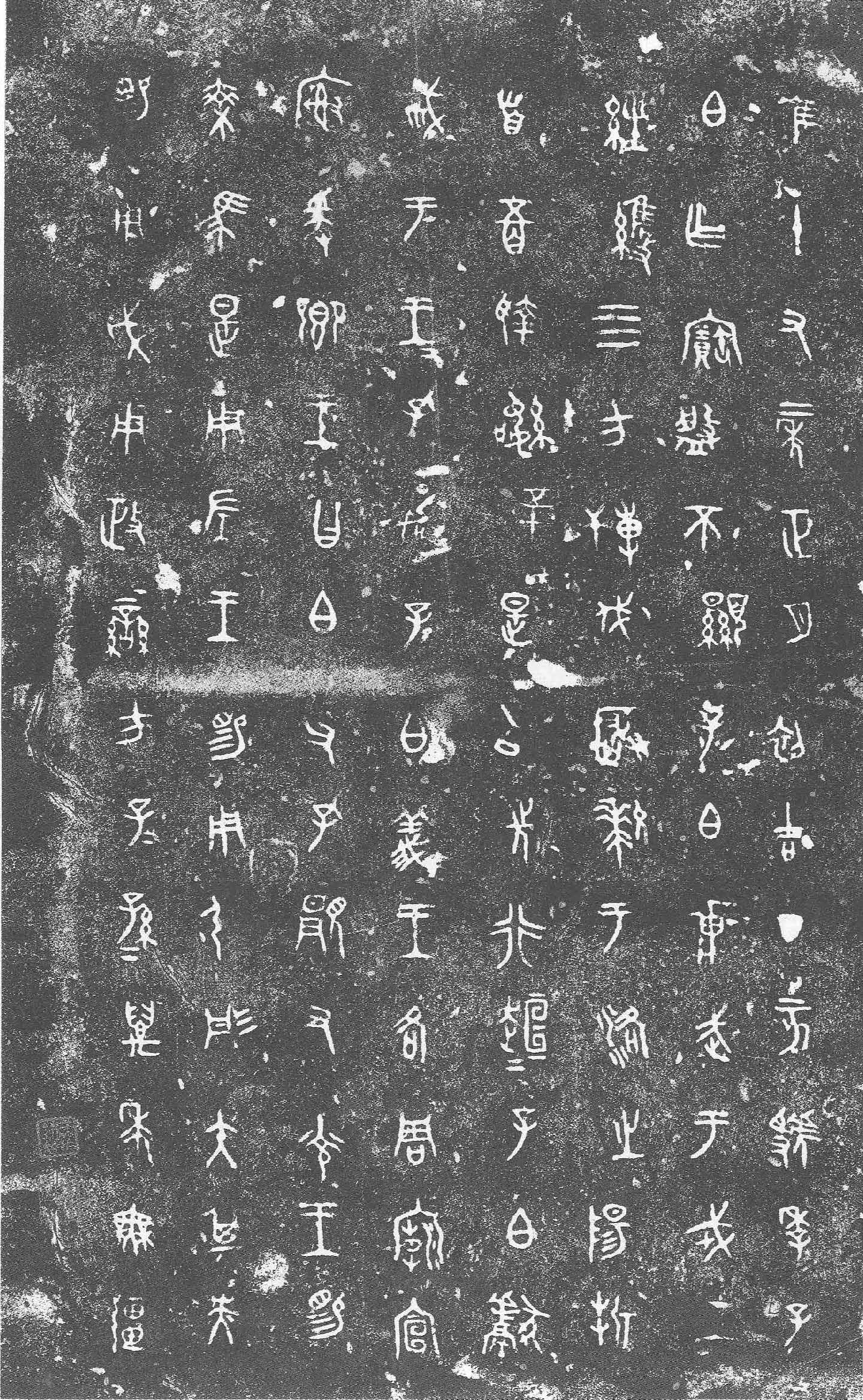
虢季子白盤銘』
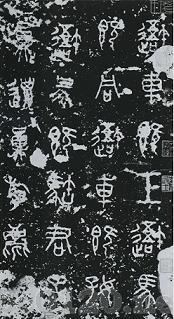
『石鼓文』（部分）

## 秦
| 年代                        | 筆跡名     | 筆者 | 書体 | 所蔵・法帖など             |
| --------------------------- | ---------- | ---- | ---- | -------------------------- |
| 紀元前219年                 | 始皇七刻石 | 李斯 | 小篆 | 泰安博物館、中国国家博物館 |
| 紀元前221年以後             | 権量銘     | 李斯 | 小篆 |                            |
| 紀元前227年 - 217年（推定） | 雲夢秦簡   | 不明 | 古隷 |                            |

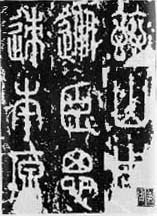
『泰山刻石』（部分）
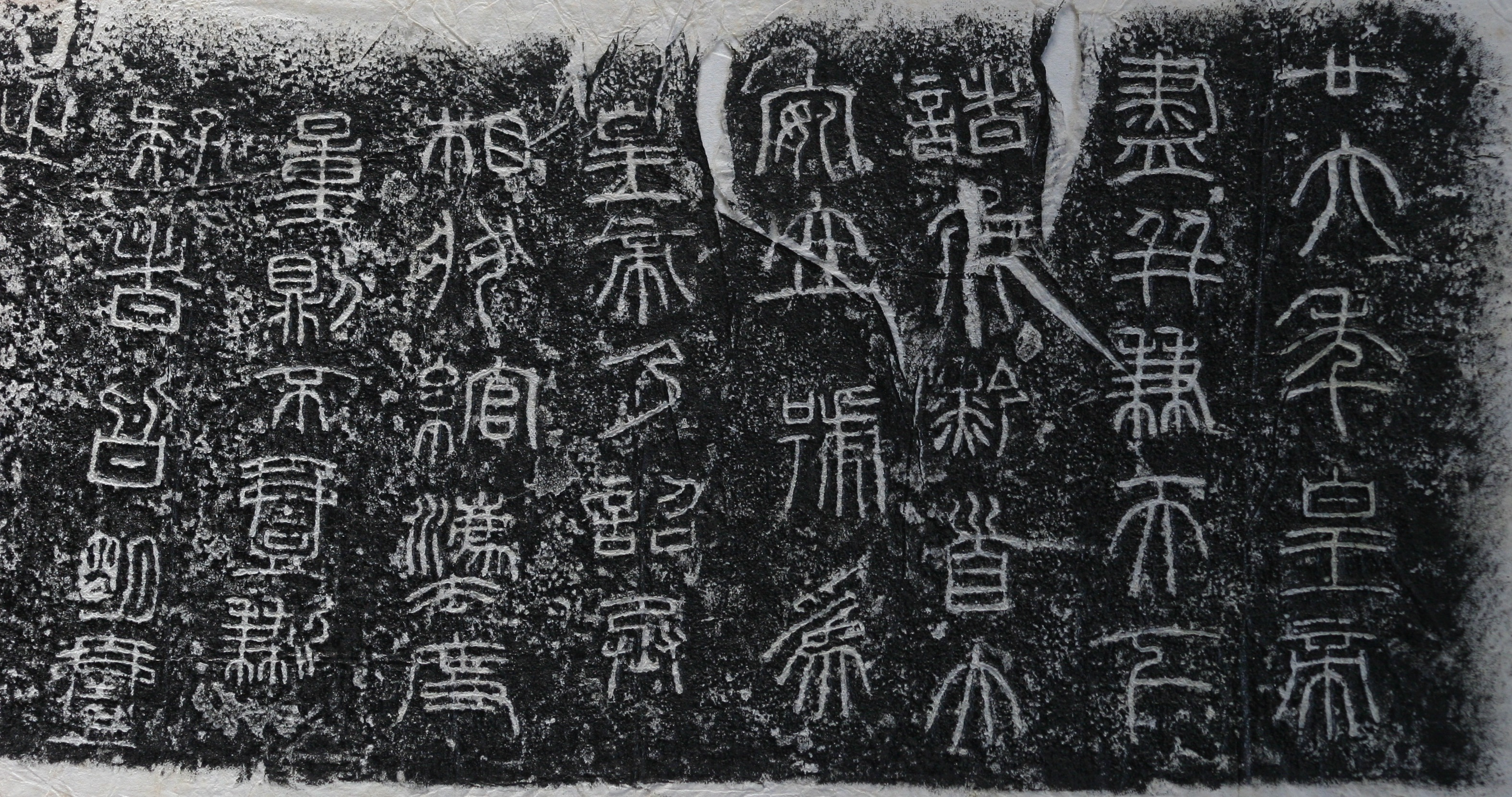
『権量銘』

## 漢

### 前漢
| 年代        | 筆跡名                                     | 筆者 | 書体             | 所蔵・法帖など           |
| ----------- | ------------------------------------------ | ---- | ---------------- | ------------------------ |
| 紀元前158年 | 群臣上醻刻石                               | 不明 | 篆隷             | 河北省邯鄲市永年区木鶏室 |
| 紀元前149年 | 魯霊光殿址刻石（ろれいこうでんしこくせき） | 不明 | 古隷             |                          |
| 紀元前68年  | 楊量買山刻石（ようりょうばいざんこくせき） | 不明 | 刻石中最古の八分 |                          |
| 紀元前56年  | 魯孝王刻石                                 | 不明 | 古隷             | 山東省曲阜市孔廟         |
| 紀元前26年  | 麃孝禹刻石                                 | 不明 | 古隷             | 山東省博物館             |

- 群臣上醻刻石（ぐんしんじょうしゅうこくせき、『趙二十二年刻石』とも）
  - 前漢最古の刻石で、1行、15文字、1字の大きさが約10 cmの大字である。書風はほぼ古隷であるが、所々に秦篆に近い文字もある。文頭の「趙廿二年…」に諸説あったが、前漢の趙王遂の22年（紀元前158年）ということになった。道光年間に出土。縦125.0 cm、横30.5 cm[19][20]。
- 魯孝王刻石（ろこうおうこくせき、『五鳳二年刻石』とも）
  - 文は宮殿の建造物が完成したことを記している。書風は隷書としては早期のもので、篆書の筆意が残り、古意が多い。「年」の字の末筆を特に長く伸ばしている点は、木簡などにも多く見られる。12世紀、曲阜の孔子廟の改修時に出土。3行13字。縦24.0 cm、横25.5 cm[21][22]。
- 麃孝禹刻石（ひょうこううこくせき）
  - 墓碑の先例と推測されている。円頭の長石に、「河平三年八月丁亥、平邑侯里麃孝禹」と2行に刻している[23]。

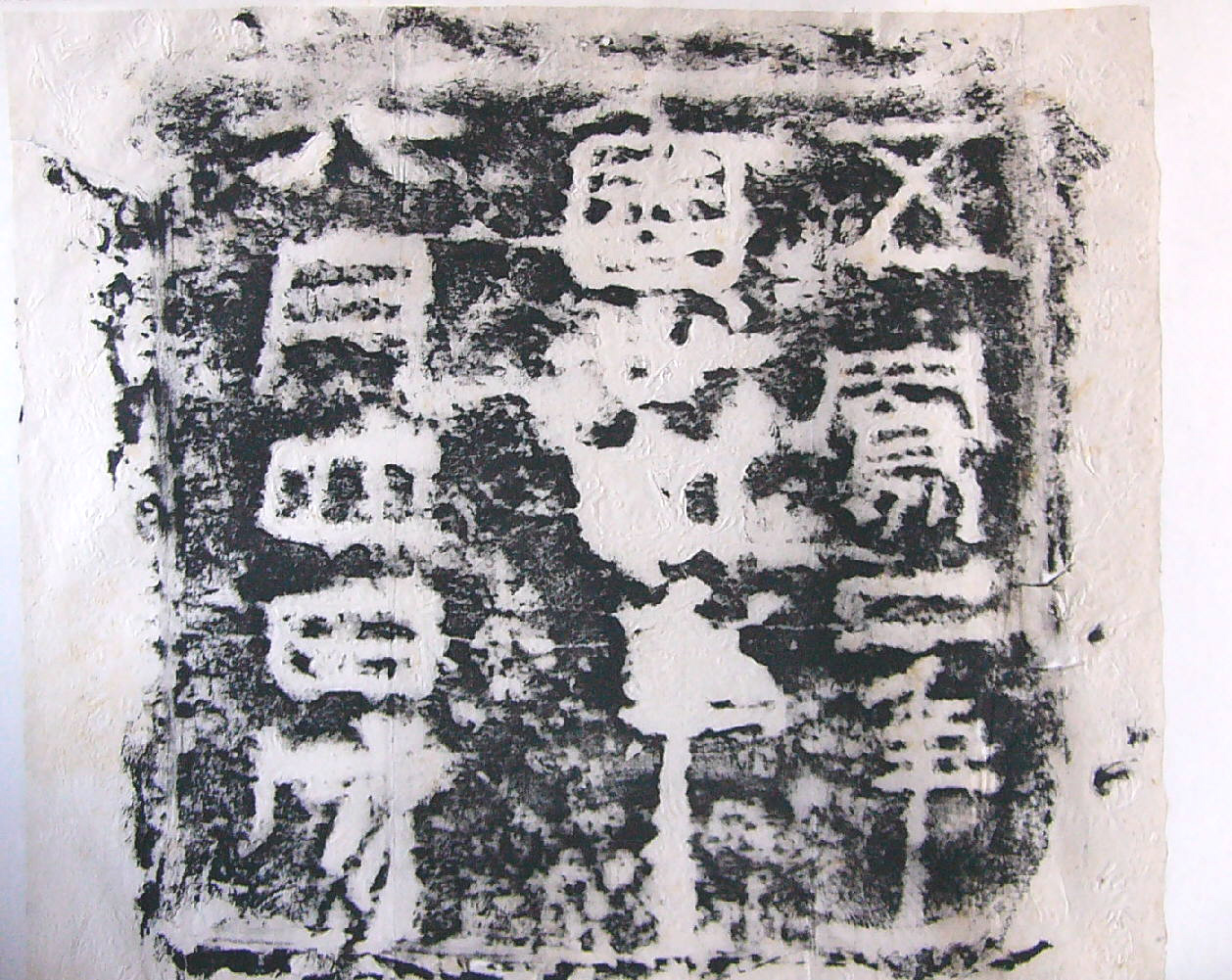
魯孝王刻石

| 年代        | 筆跡名                   | 筆者 | 書体 | 所蔵・法帖など |
| ----------- | ------------------------ | ---- | ---- | -------------- |
| 紀元前102年 | 太初三年木簡（居延漢簡） | 不明 |      |                |
| 紀元前98年  | 天漢三年木簡（敦煌漢簡） | 不明 | 古隷 |                |
| 紀元前94年  | 太始三年木簡（敦煌漢簡） | 不明 | 八分 |                |
| 紀元前78年  | 本始六年木簡（敦煌漢簡） | 不明 | 古隷 |                |
| 紀元前57年  | 五鳳元年木簡（敦煌漢簡） | 不明 | 八分 |                |
| 紀元前46年  | 初元三年木簡（居延漢簡） | 不明 | 八分 |                |
| 紀元前29年  | 建始四年木簡             | 不明 | 八分 |                |
| 紀元前28年  | 河平元年木簡（楼蘭漢簡） | 不明 | 八分 |                |

### 新
| 年代 | 筆跡名                   | 筆者 | 書体 | 所蔵・法帖など   |
| ---- | ------------------------ | ---- | ---- | ---------------- |
| 9年  | 嘉量銘                   | 不明 | 小篆 |                  |
| 14年 | 天鳳元年木牘（敦煌漢簡） | 不明 | 八分 |                  |
| 16年 | 萊子侯刻石               | 不明 | 古隷 | 山東省鄒城市孟廟 |

- 天鳳元年木牘（てんぽうがんねんもくとく）
  - 兵器簿の見出し札で、木牘とは横幅の広い木簡のこと。『礼器碑』などの書風に近い洗練された隷書である[24]。
- 萊子侯刻石（らいしこうこくせき）
  - 塚墓を作ったことを記念し記した古隷で、古雅あまりある傑作である。「始建国天鳳三年…」に始まる35字を、7行の罫内に配している。山東省嶧県で発見された。縦45 cm、横70 cm[23][25]。

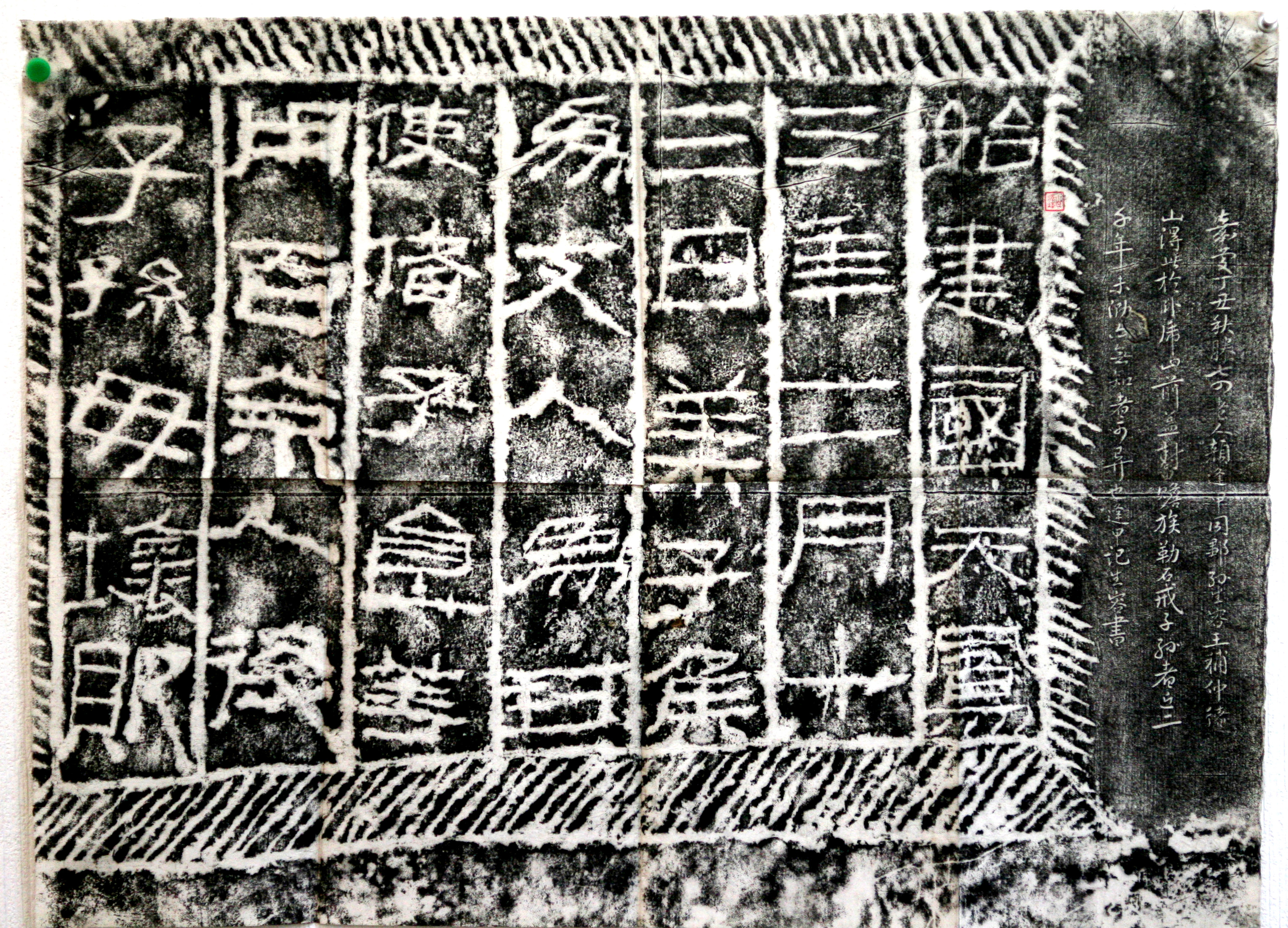
萊子侯刻石

### 後漢
| 年代          | 筆跡名                                   | 筆者   | 書体 | 所蔵・法帖など               |
| ------------- | ---------------------------------------- | ------ | ---- | ---------------------------- |
| 52年頃        | 三老諱字忌日記（さんろうきじきじっき）   | 不明   | 古隷 | 浙江省杭州市西泠印社         |
| 66年          | 開通褒斜道刻石                           | 不明   | 古隷 | 陝西省漢中市博物館           |
| 76年          | 大吉買山地記（だいきちばいざんちき）     | 不明   | 古隷 |                              |
| 92年以後      | 袁安碑                                   | 不明   | 小篆 | 河南省博物館                 |
| 117年以後     | 袁敞碑                                   | 不明   | 小篆 | 遼寧省博物館                 |
| 117年         | 祀三公山碑                               | 不明   | 篆隷 | 木雞室                       |
| 118年         | 嵩山三闕銘                               | 不明   | 小篆 |                              |
| 143年         | 北海相景君碑（ほっかいけいしょうくんひ） | 不明   | 八分 | 山東省済寧市博物館           |
| 148年         | 石門頌                                   | 不明   | 八分 | 陝西省漢中市博物館           |
| 153年         | 乙瑛碑                                   | 不明   | 八分 | 山東省曲阜市・漢魏碑刻陳列館 |
| 156年         | 礼器碑                                   | 不明   | 八分 | 山東省曲阜市・漢魏碑刻陳列館 |
| 159年以後     | 張景造土牛碑（ちょうけいぞうどぎゅうひ） | 不明   | 八分 |                              |
| 164年         | 孔宙碑                                   | 不明   | 八分 | 山東省曲阜市孔廟             |
| 164年         | 封龍山頌                                 | 不明   | 八分 |                              |
| 165年         | 西嶽華山廟碑                             | 蔡邕？ | 八分 | 台東区立書道博物館ほか       |
| 169年         | 史晨前碑                                 | 不明   | 八分 |                              |
| 169年         | 史晨後碑                                 | 不明   | 八分 |                              |
| 171年         | 西狭頌                                   | 仇靖   | 八分 |                              |
| 171年         | 博陵太守孔彪碑                           | 不明   |      |                              |
| 173年         | 楊淮表記                                 | 不明   | 八分 |                              |
| 173年         | 魯峻碑                                   | 不明   | 八分 |                              |
| 175年         | 韓仁銘                                   | 不明   | 八分 |                              |
| 175年 - 183年 | 熹平石経                                 | 蔡邕？ | 八分 |                              |
| 177年         | 豫州従事尹宙碑                           | 不明   |      |                              |
| 179年         | 弘農太守樊毅復華下民租碑                 | 不明   |      |                              |
| 181年         | 無極山碑                                 | 不明   |      |                              |
| 183年         | 白石神君碑                               | 不明   | 八分 |                              |
| 不詳          | 袁博残碑（えんばくざんぴ）               | 不明   | 八分 |                              |
| 185年         | 曹全碑                                   | 不明   | 八分 | 陝西省博物館                 |
| 186年         | 張遷碑                                   | 不明   | 八分 | 泰安博物館                   |

- 開通褒斜道刻石（かいつうほうやどうこくせき）
  - 陝西省漢中の石門という渓谷中にある摩崖碑で、漢中の褒から斜へ通じる道路開通の記念碑である。大字で159字あり、書風は篆書から隷書に移る過渡的な書体で、すこぶる変化に富んでスケールが大きい[26][27]。
- 石門頌（せきもんしょう）
  - 『楊孟文石門頌』（ようもうぶん-）、『楊孟文頌』ともいう。『開通褒斜道刻石』と同じ崖壁に刻された摩崖碑である。石門を開き、道を開通させた司隷校尉の楊孟文の功績を記したもので、『開通褒斜道刻石』の時代に開通した道路が再び壊れ、不通になっていたのを再開したときの碑である。古隷に近い文字も多いが、古来、隷書の傑作とも称せられ、学ぶ者が少なくない。字大は9 cm[28][29][30]。
- 礼器碑（れいきひ）
  - 全名は『魯相韓勅造孔廟礼器碑』（ろしょうかんちょくぞうこうびょう-）という。孔子廟内にあり、漢隷中でも神品第一とされている。碑文は桓帝の永寿2年（156年）、魯相の韓勅の功績を述べたもので、正面に序と銘と韓勅以下9人の題名が16行・各行36字で刻されている。裏は3列・各列17行、右側は4列・各列4行、左側は3列・各列4行に、建碑に際して醵金した人達の官職、姓名、金額が刻されている。結体は方整で精妙、温雅な線を主調として、隷書の正統派の極地といえる字で、八分隷の極限を示した高い気品がある。
- 孔宙碑（こうちゅうひ）
  - 全名は『泰山都尉孔宙碑』（たいざんとい-）という。孔子廟内にある。孔宙は孔子の19世の孫で、累進して泰山都尉となり、泰山郡（山東省）の賊徒の鎮定に功績をあげた。延熹6年（163年）に60歳で没したが、この碑はその翌年、彼の元の役人や門生が彼の徳を頌して建てたものである。碑額は、篆書で「有漢泰山都尉孔君之碑」と2行に書かれ、碑文は15行・各行28字である。裏には「門生故吏名」と1行に書かれた篆額があり、その下に、門生・故吏・弟子などの名が3段に刻されている。書は、秀麗な八分で、暢達、気品がある。
- 封龍山頌（ほうりゅうざんしょう）
  - 『封龍山碑』ともいう。封龍山は、河北省元氏県の6つの神山（三公山・霊山・封龍山・無極山・白石山・御語山）の1つで、それぞれの山には、その山神の頌徳碑が建てられ、祀三公山碑・三公山碑・無極山碑・白石神君碑・封龍山頌の5つは、元氏の五碑として古来有名である。ただし、無極山碑のみ今日伝存していない。
この碑は碑額がなく、第1行に標題として「元氏封龍山之頌」の7字があり、16行・各行26字が刻されている。碑文には、祭祀が新の王莽の時代に廃れ、延熹7年（164年）に古祀を修復し祭祀を復活させて神徳を頌したことが記されている。
- 西嶽華山廟碑（せいがくかざんびょうひ）
  - 『華山廟碑』ともいう。もと陝西省華陰県の西嶽山廟にあったものを、弘農郡の郡守である袁逢が旧碑に基づいて建てたものである。原碑はすでに失われて、拓本だけによって知られている。拓本の中でも最も著名なものは、「長垣本」・「関中本」・「四明本」の3種である。「長垣本」は、河南省長垣の王文蓀が所蔵していたが、欠損した文字は僅かに10字で、最もよく保存されている。昭和4年（1929年）8月、中村不折の所有となり、現在台東区立書道博物館に保存されている。「関中本」は、陝西省関中の東雲駒・雲雛兄弟の所有していたものである。「四明本」は、浙江省四明の豊熙が所蔵していたもので、両本とも100字余りの欠字がある。古来、蔡邕の書とか、郭香察の書とか言われているが、確証はない。漢隷として代表的なものの1つである。
- 史晨前碑（ししんぜんぴ）
  - 全名は『魯相史晨祀孔子奏銘』（ろそうししんしこうしそうめい）という。2碑からなり、『史晨後碑』と合わせて『史晨碑』または『史晨前後碑』という。霊帝の時、魯国の相である史晨が孔子廟の祭典を盛んに行ったことを表彰したもので、山東省曲阜の孔子廟前に建てられている。碑文は、17行・各行36字で、字の大きさは3 cm、謹厳端正な隷書である。
- 史晨後碑（ししんこうひ）
  - 全名は『魯相史晨饗孔子廟碑』（ろそうししんきょうこうしびょうひ）という。『史晨前碑』の裏に刻されていて、内容は、前碑建立の由来で、祭典が、官吏、孔子一門の弟子など、907人が参会して盛況であったことを述べている。また、更に孔子の旧跡を修繕して、諸施設を設置した官吏たちの功績を讃えている。碑文は、14行・1行36字である。
- 西狭頌（せいきょうしょう）
  - 全名は『武都太守李翕西狭頌』（ぶとたいしゅりきゅう-）という。『李翕頌』とも称す。武都郡の西狭の険路を、太守の李翕が開いた功をたたえる摩崖刻である。頌のうしろに、「従史位、下弁仇靖、字漢徳書文」とあるので、筆者は仇靖（きゅう せい）であることが確認されている。碑文は、20行・各行12字で欠字はない。字の大きさは9.1 cmで、堂々とした書風で素朴でもあり、漢隷の正則と評される。なお、李翕は、建寧5年（172年）に陝西省略県西の析里橋郙閣と甘粛省成県治に近い天井道を修治したため、西狭頌の外の『析里橋郙閣頌』と『天井道摩崖』も彼の頌徳碑として伝えられている。
- 楊淮表記（ようわいひょうき）
  - 全名は『司隷校尉楊淮表記』（しれいこうい-）という。『開通褒斜道刻石』・『楊孟文石門頌』とともに、陝西省褒城県北の石門にある摩崖刻である。霊帝の熹平2年（173年）、この石門を通過した黄門の卞玉（楊孟文と同郡の後輩）が、『楊孟文石門頌』を見て楊孟文の偉業をしのび、孟文の孫である楊淮と、その従弟楊弼の官暦を記して孟文の子孫の隆昌を祝ったものである。碑文は、7行・各行25-6字、字の大きさは6.1 cmで、書風は洒脱で古拙である。
- 魯峻碑（ろしゅんひ）
  - 全名は『司隷校尉魯峻碑』（しれいこうい-）という。碑は、もと金郷山の魯氏の墓の側にあったが、のち任城県学から山東省済寧の州学に移された。碑高45.5 cm、幅136.4 cmで、碑文は17行・各行32字である。額には、「漢故司隷校尉忠恵父魯君子碑」と記されている。魯峻は、山陽昌邑の人で、桓帝の延熹7年（164年）司隷校尉となり、暴徒の粛正につとめて功績があったので、のちに屯騎校尉となり、霊帝の熹平元年（172年）に没した。碑は、その翌年、故吏・門生らによって建てられたものである。筆画は豊肥古雅である。なお建碑に関係した人たちの名を裏面に刻んであるが、その中に「妙」という字が草書体で書かれているのが珍しいとされている。
- 韓仁銘（かんじんめい）
  - 不幸にして早死した韓仁を頌徳するために建てられた。楊守敬は、「この碑銘は乙瑛碑より品格が上である。（趣意）」と評している[31]。
- 熹平石経（きへいせっけい）
  - 霊帝が経書の文字の異文を正して定め、これを石碑に刻して洛陽の太学門外に建てたものである。刻された経書は周易・尚書・魯詩・儀礼・春秋・公羊伝・論語の7つであるが、その後の戦乱で破壊されてしまった。近年、多数の残石が出土して収蔵家の手に帰した。碑は64枚で表裏両面に隷書で刻され、本文は、毎石35行・各行70-78字で方整である。
- 白石神君碑（はくせきしんくんひ）
  - 常山の相の馮巡、元氏令の王翊らが、白石神君の頌徳のために建てた碑である。碑文は16行・各行35字である。また、篆額は標題の5字で、碑文は八分を加味した方整な文字である。
- 張遷碑（ちょうせんひ）
  - 全名は『蕩陰令張遷碑』（とういんのれい-）という。山東省穀城県の吏員らが、前任の県長で河南省蕩陰県令の現職にある張遷の徳政をたたえて建てた碑で、明代に発見された。碑は縦287.9 cm、横97 cm。篆額は双行で「漢故穀城長蕩陰令張君表頌」とあり、本文はその下に16行・各行42字ある。裏には発起人41名の姓名職名・醵金額が刻されている。本文には誤字異字がある（例えば「賓」を「殯」に、「氏」を「是」に、「曁」を「既と旦」の2字に分けたりしている）ので贋作説もあるが、書は方勁で古拙のため隷書入門として学ぶものが多くいる。

『冠軍帖』伝・張芝書
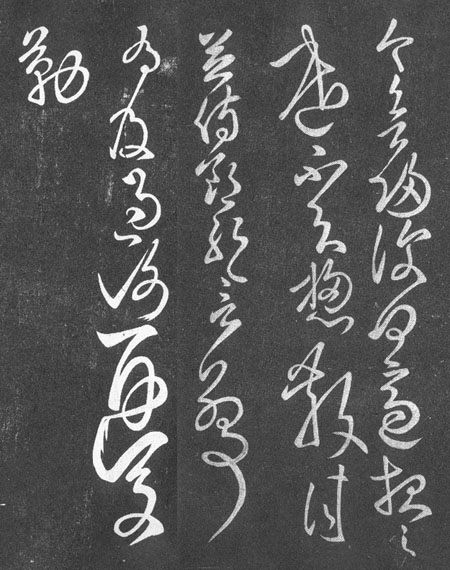
『今欲帰帖』伝・張芝書
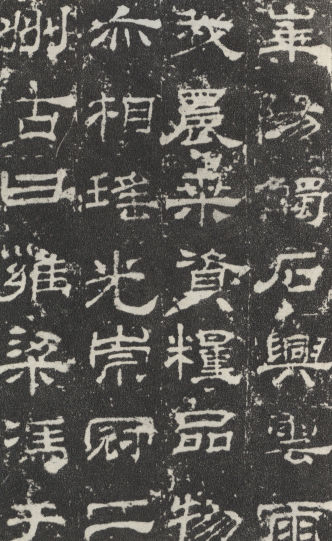
『西嶽華山廟碑』（部分）
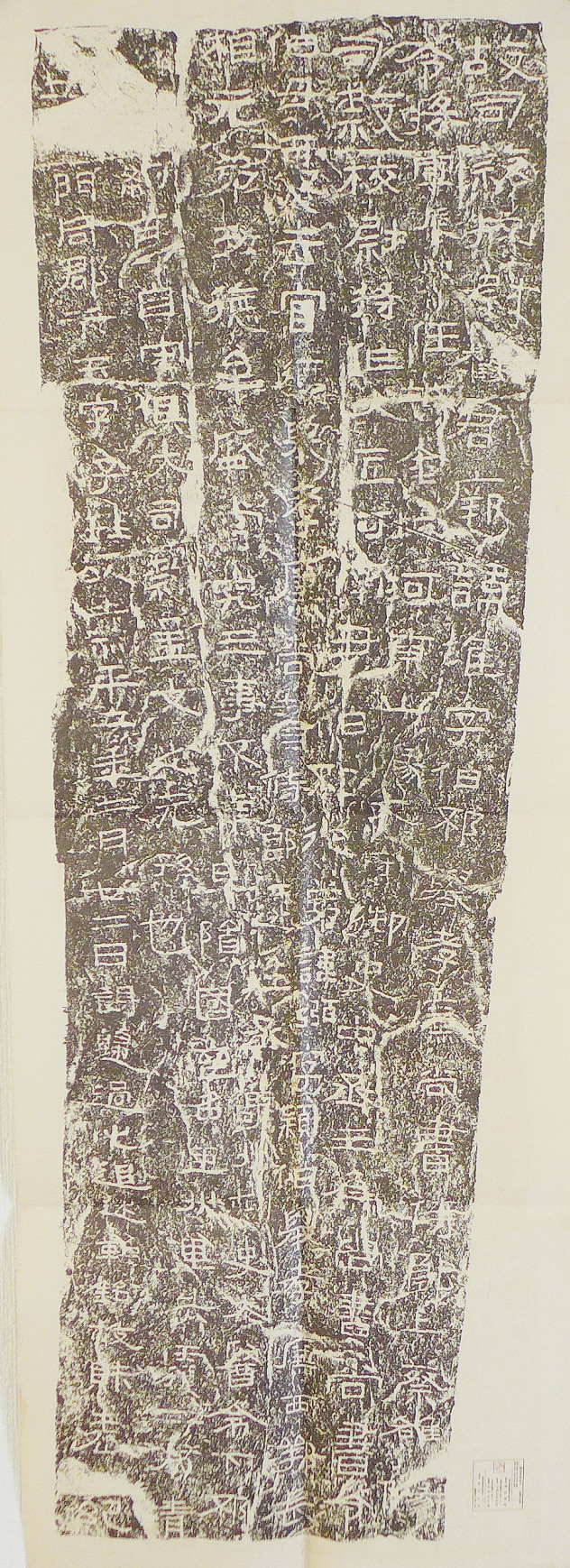
楊淮表記
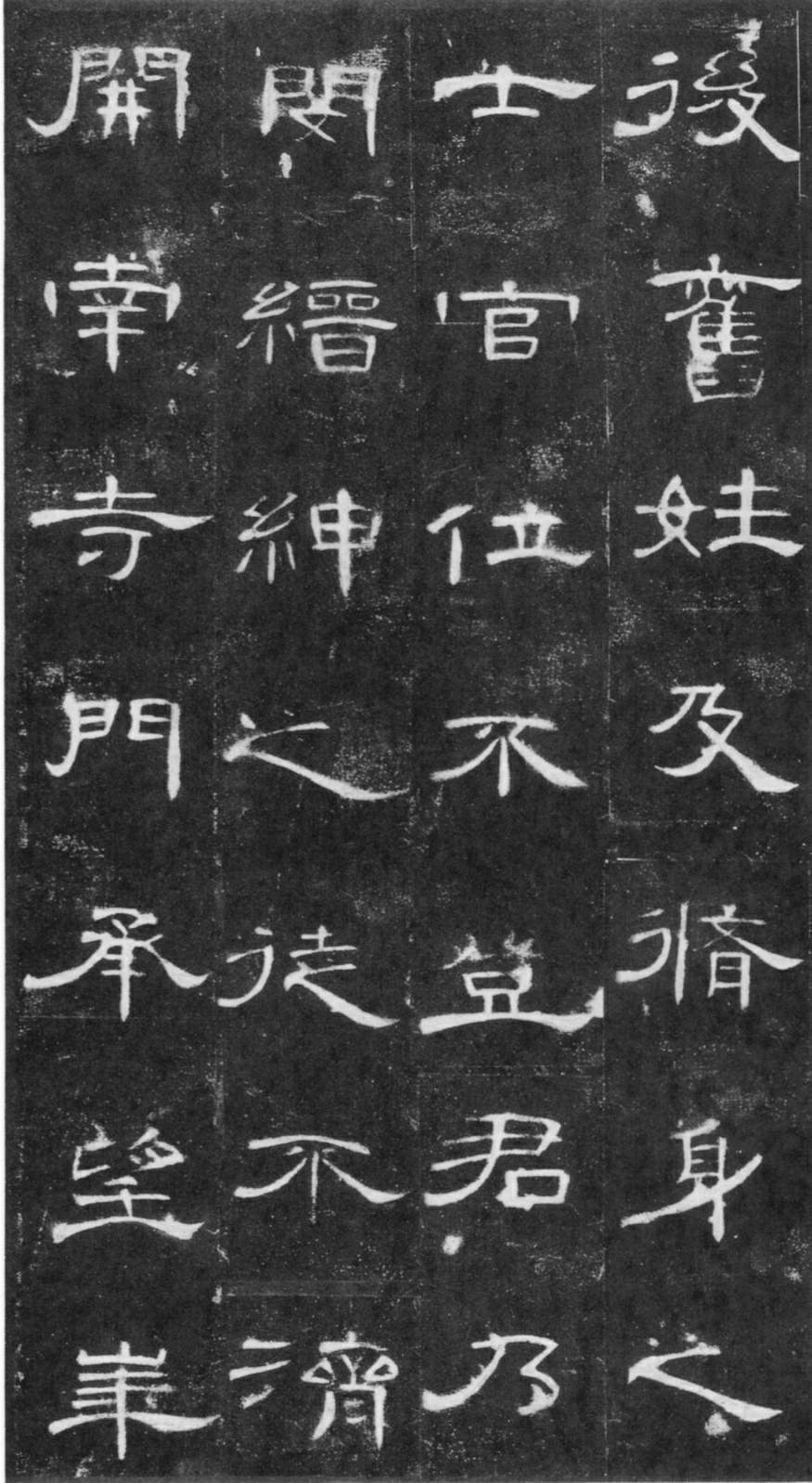
『曹全碑』（部分）
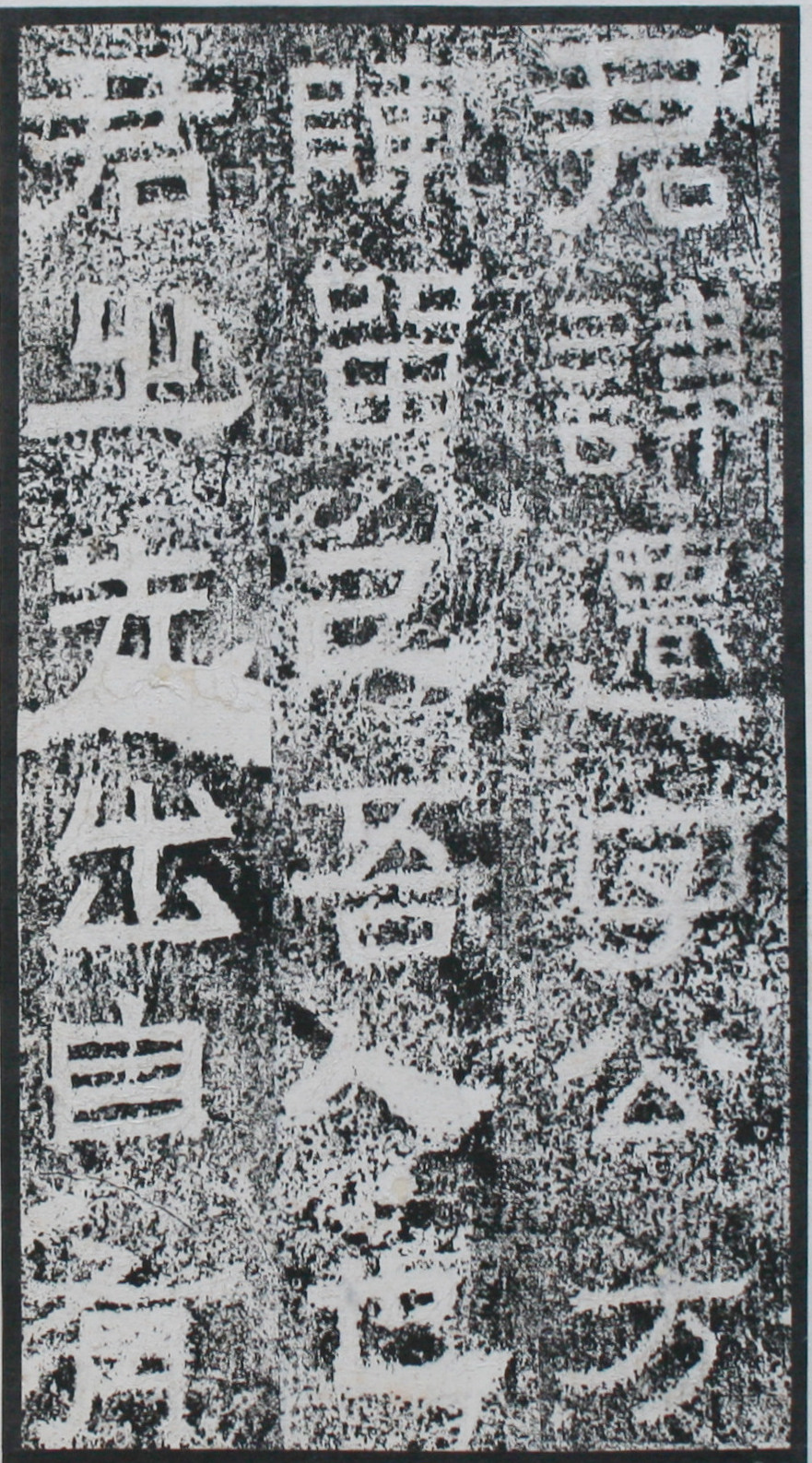
『張遷碑』（部分）

## 三国
| 年代                | 筆跡名         | 筆者                 | 書体                           | 所蔵・法帖など                     |
| ------------------- | -------------- | -------------------- | ------------------------------ | ---------------------------------- |
| 220年（魏）         | 公卿上尊号奏   | 鍾繇 or 梁鵠         | 八分                           | 許州繁城鎮                         |
| 220年以後（魏）     | 受禅表         | 鍾繇 or 梁鵠 or 衛覬 | 八分                           | 許州繁城鎮                         |
| 221年（魏）         | 封宗聖侯孔羨碑 | 不明                 | 八分                           |                                    |
| 231年以後（魏）     | 曹真残碑       | 不明                 | 八分                           | 北京・故宮博物院                   |
| 235年（魏）         | 廬江太守范式碑 | 不明                 | 八分                           |                                    |
| 240年 - 249年（魏） | 三体石経       | 邯鄲淳               | 古文、小篆、八分               | 洛陽博物館、台東区立書道博物館ほか |
| 272年（呉）         | 谷朗碑         | 不明                 | 隷楷中間                       |                                    |
| 276年（呉）         | 天発神讖碑     | 伝皇象               | 篆隷（篆書を隷の方勢で書いた） |                                    |
| 不詳（呉）          | 葛府君碑       | 不明                 | 隷楷中間                       |                                    |
| 276年（呉）         | 封禅国山碑     | 不明                 |                                |                                    |

- 公卿上尊号奏（こうきょうじょうそんごうそう）
  - 曹丕に帝位につくことを薦めた上奏文を刻したものである。筆者は鍾繇または梁鵠ともいうが確証はない。書法は温健な漢隷の流れを汲む[34]。
- 受禅表（じゅぜんひょう）
  - 曹丕が帝位につくまでの経緯を石刻したもので、『公卿上尊号奏』と同時に建立された。碑の大きさは、高さ254.4 cm、幅139.4 cmで、碑文は、22行、各行49字ある。書者は、『公卿上尊号奏』と同じく鍾繇または梁鵠といい、あるいは衛覬ともいわれるが確証はない。書体は八分[34]。
- 葛府君碑（かっぷくんひ）
  - 「呉故衡陽郡太守葛府君之碑」の12字を3行に書いた碑額のみが残存する。長沙郡の西部を分けて衡陽郡が置かれたのは呉の太平2年（257年）であるから、この碑はそれ以後のものである。書風は『谷朗碑』と同じで隷楷中間の体である[35][36]。

- 『三体石経』
- 『三体石経』（部分）
- 『谷朗碑』
- 『谷朗碑』（部分）
- 『天発神讖碑』（部分）
- 『天発神讖碑』（部分）
- 『封禅国山碑』（部分）
- 『封禅国山碑』（部分）

| 年代                | 筆跡名                               | 筆者 | 書体 | 所蔵・法帖など |
| ------------------- | ------------------------------------ | ---- | ---- | -------------- |
| 不詳（魏）          | 墓田丙舎帖（ぼでんへいしゃじょう）   | 鍾繇 | 小楷 |                |
| 219年（魏）         | 賀捷表（がしょうひょう）             | 鍾繇 | 小楷 |                |
| 221年頃（魏）       | 宣示表                               | 鍾繇 | 小楷 |                |
| 221年（魏）         | 薦季直表                             | 鍾繇 | 小楷 |                |
| 不詳（魏）          | 力命表（りきめいひょう）             | 鍾繇 | 小楷 |                |
| 不詳（魏）          | 還示帖                               | 鍾繇 | 小楷 |                |
| 不詳（魏）          | 急就章                               | 鍾繇 | 章草 |                |
| 不詳（呉）          | 急就章                               | 皇象 | 章草 | 『玉煙堂帖』   |
| 303年 - 361年（呉） | 文武将隊帖（ぶんぶしょうたいじょう） | 皇象 | 章草 | 『淳化閣帖』   |

- 宣示表（せんじひょう）

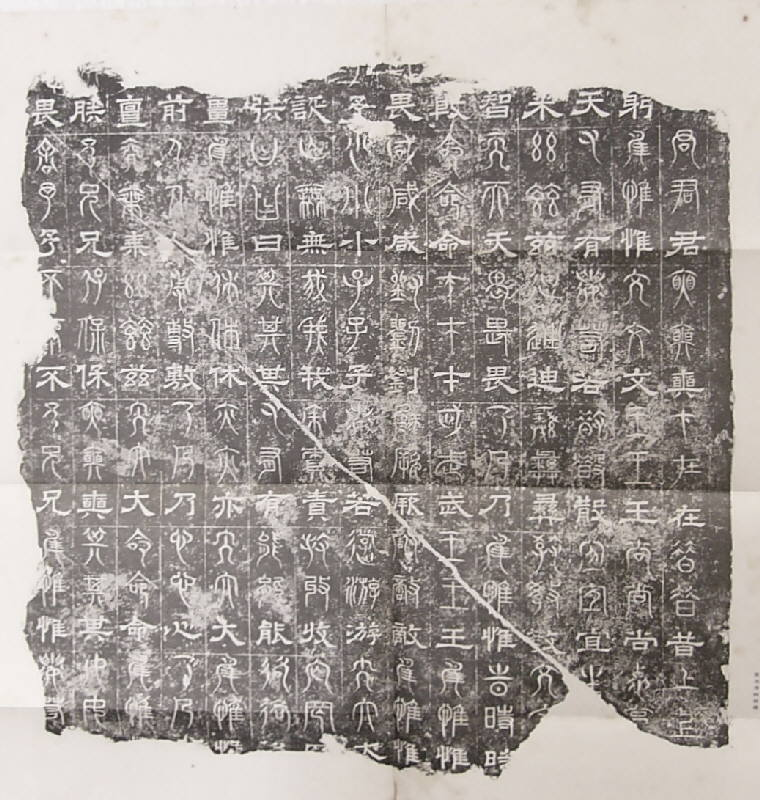
『三体石経』
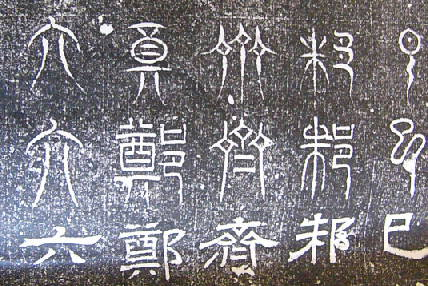
『三体石経』（部分）
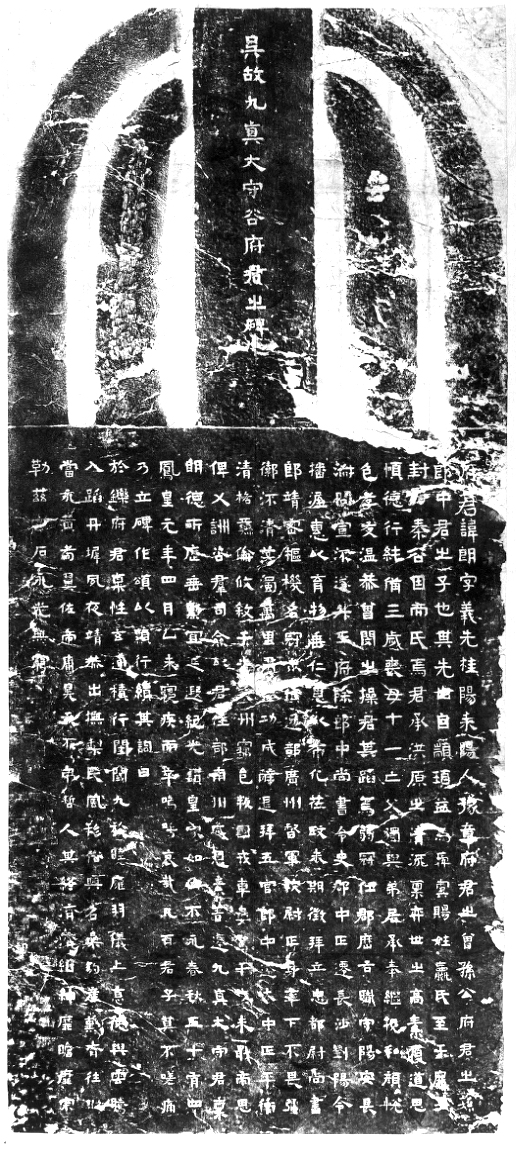
『谷朗碑』
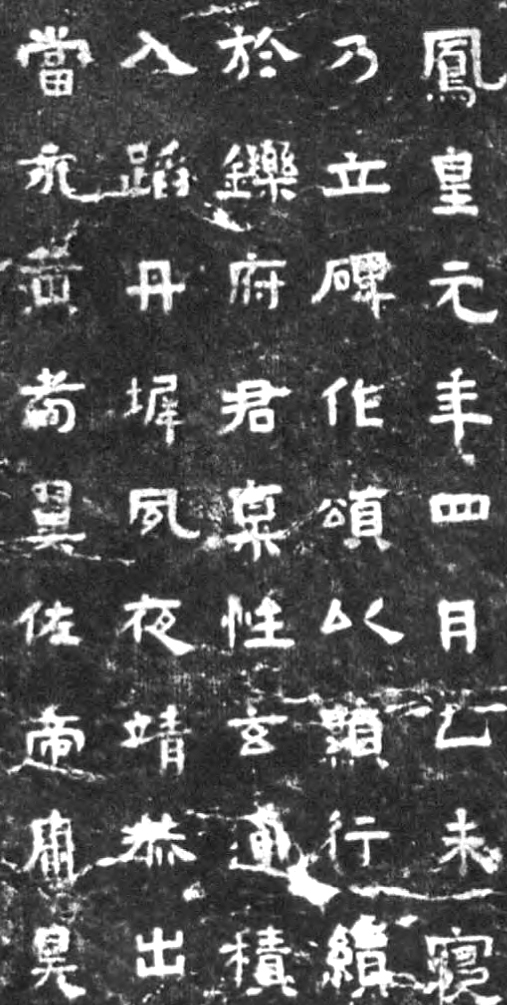
『谷朗碑』（部分）
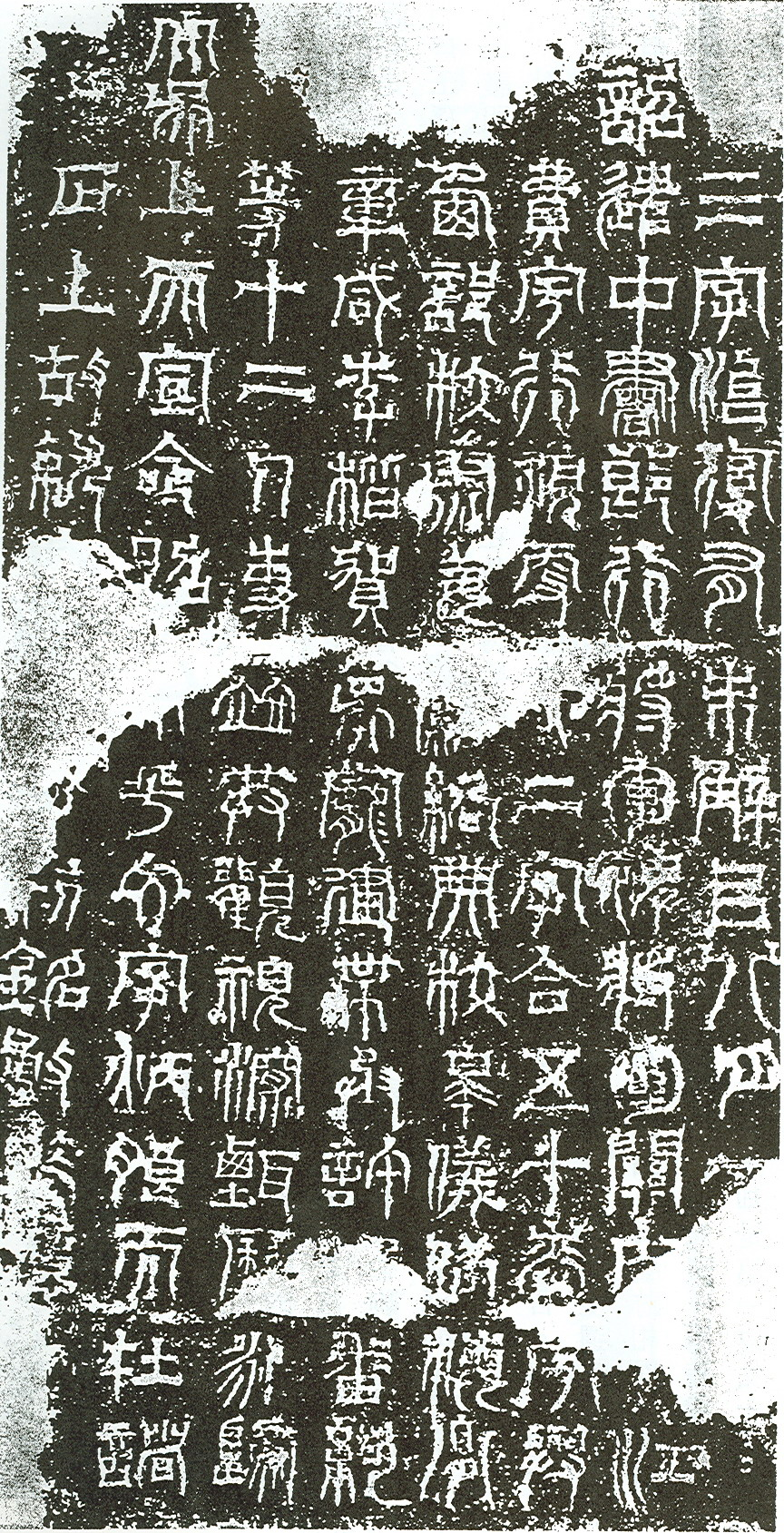
『天発神讖碑』（部分）
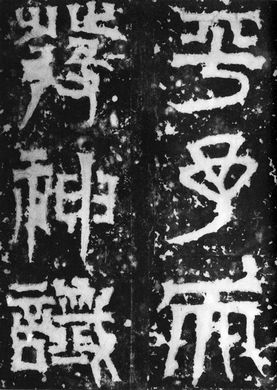
『天発神讖碑』（部分）
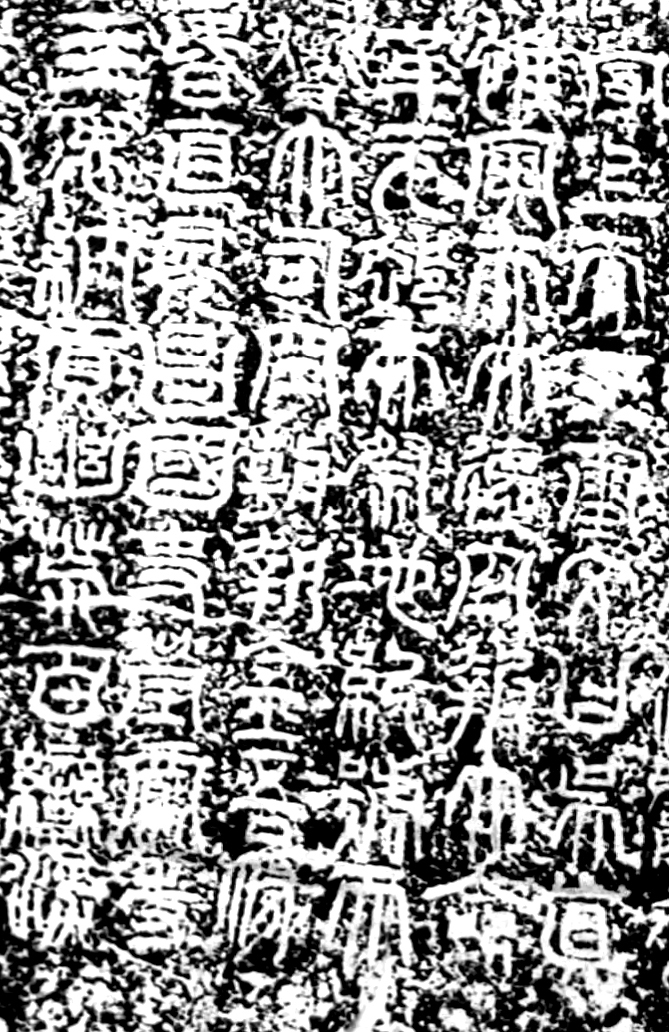
『封禅国山碑』（部分）
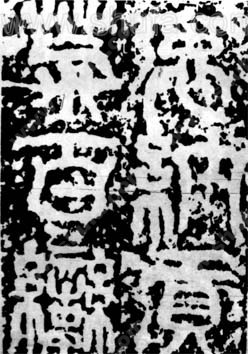
『封禅国山碑』（部分）

  - 『宣示表』は、呉の孫権が魏の曹操に和親を求めたとき、鍾繇が孫権の真意を弁じて曹操に上書したものである。現在の宣示表は、王羲之が臨書したものといわれ、これを原本として宋代に『淳化閣帖』に刻されて以来、『東書堂帖』、『宝賢堂帖』、『停雲館帖』、『墨池堂選帖』、『玉煙堂帖』などに刻されている。したがって、鍾繇の真跡とはかなり隔たりがあると推測される。西晋の末の戦乱の時、王導がこの真跡を身につけて南方に逃れ、後、王羲之に贈ったという[37][38][39][40]。

- 薦季直表（せんきちょくひょう）
  - 『薦季直表』は、『宣示表』とともに小楷の名品とされ、鍾繇の代表作である。季直とは董遇の字。内容は、鍾繇が皇帝に書いた上奏文で、19行あり、行ごとに10字から12字で構成されている。末行に黄初2年（221年）の署名があり、これを信じれば、70歳のときの作品である。真跡本が北宋末頃から知られるようになり、明代に『真賞斎帖』に刻入されて有名になった。他に、『三希堂法帖』などにも刻入されているが、『真賞斎帖』の刻が最も精密とされ、古意豊かな筆意を味わうことができる。この作品は、鍾繇の作品として高く評価する人もあるが、偽物と断定する人もある[41][42][43][44][45]。

- 急就章（きゅうしゅうしょう）
  - 『急就章』は前漢の史游が編纂した字書で、初めから終わりまで一字の重複もなく、もと子供に文字を覚えさせるための教科書であった。漢代から南北朝にかけて広く用いられたもので、鍾繇・皇象・索靖の手本があったとされる。『玉煙堂帖』に現存するものは皇象の系統に属する[46][47]。

## 六朝

### 西晋
| 年代  | 筆跡名                                                       | 筆者 | 書体 | 所蔵・法帖など |
| ----- | ------------------------------------------------------------ | ---- | ---- | -------------- |
| 271年 | 任城太守夫人孫氏碑                                           | 不明 |      |                |
| 278年 | 皇帝三臨辟雍碑                                               | 不明 | 八分 |                |
| 289年 | 斉太公呂望表（せいたいこうりょうぼうひょう）                 | 不明 |      |                |
| 295年 | 荀岳曁妻劉簡訓墓誌（じゅんがくおよびつまりゅうかんくんぼし） | 不明 |      |                |
| 300年 | 張朗碑（ちょうろうひ）                                       | 不明 | 八分 |                |

- 皇帝三臨辟雍碑（こうていさんりんへきようひ）
  - 近年洛陽で発見された。文教政策として辟雍（大学）を建て、皇帝司馬炎が3度、皇太子司馬衷が2度、この地に臨幸したことを称揚したものである。碑文は、4行、23字、裏に立碑に関係した諸管、学生の氏名が刻まれている。書風は波磔が力強く格調が高い[48]。

| 年代  | 筆跡名                                 | 筆者   | 書体               | 所蔵・法帖など                 |
| ----- | -------------------------------------- | ------ | ------------------ | ------------------------------ |
| 不詳  | 月儀帖                                 | 伝索靖 | 章草               | 『太清楼続帖』                 |
| 不詳  | 急就章                                 | 索靖   | 章草               |                                |
| 不詳  | 平復帖                                 | 伝陸機 | 章草               | 北京・故宮博物院、『秋碧堂帖』 |
| 296年 | 諸物要集経（しょぶつようしゅうきょう） | 不明   | 八分（楷書に近い） |                                |

- 月儀帖（げつぎじょう、『月儀章』とも）
  - 索靖書と伝えられる。月儀とは時候に関する手紙文のことで、『月儀帖』は、1月から12月までの章草体の手紙の手本である。現在、4・5・6の3ヶ月を欠き、9ヶ月分が伝存する[49][50]。

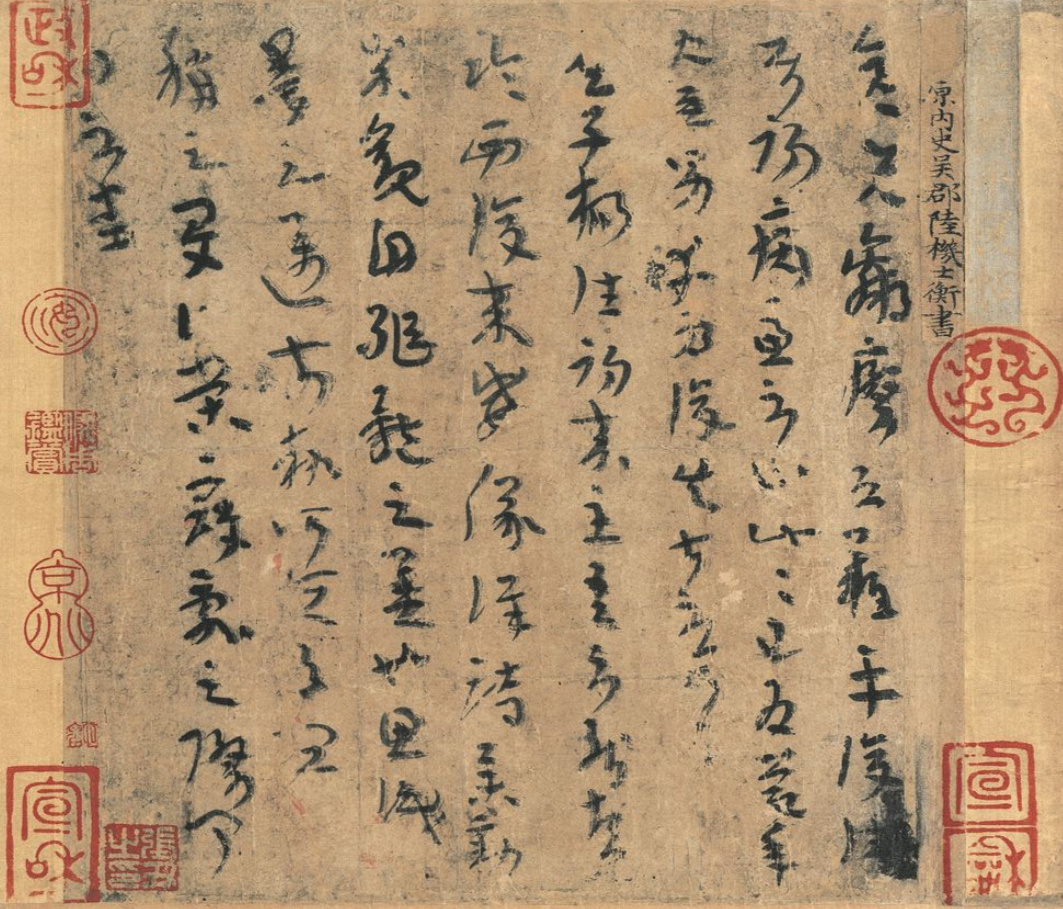
『平復帖』陸機書

### 東晋
| 年代  | 筆跡名                       | 筆者 | 書体     | 所蔵・法帖など |
| ----- | ---------------------------- | ---- | -------- | -------------- |
| 340年 | 王興之墓誌（おうこうしぼし） | 不明 | 隷楷中間 | 南京博物院     |
| 399年 | 楊陽神道闕                   | 不明 | 隷楷中間 |                |
| 405年 | 爨宝子碑                     | 不明 | 隷楷中間 |                |

- 楊陽神道闕（ようようしんどうけつ）
  - 1877年に姚観元が四川で発見したもので、楊陽という役人の陵墓の神道に建てた闕の上部残欠である。隷楷を交えた書風であるが、気迫に欠ける[51]。

『蘭亭序』（部分）王羲之
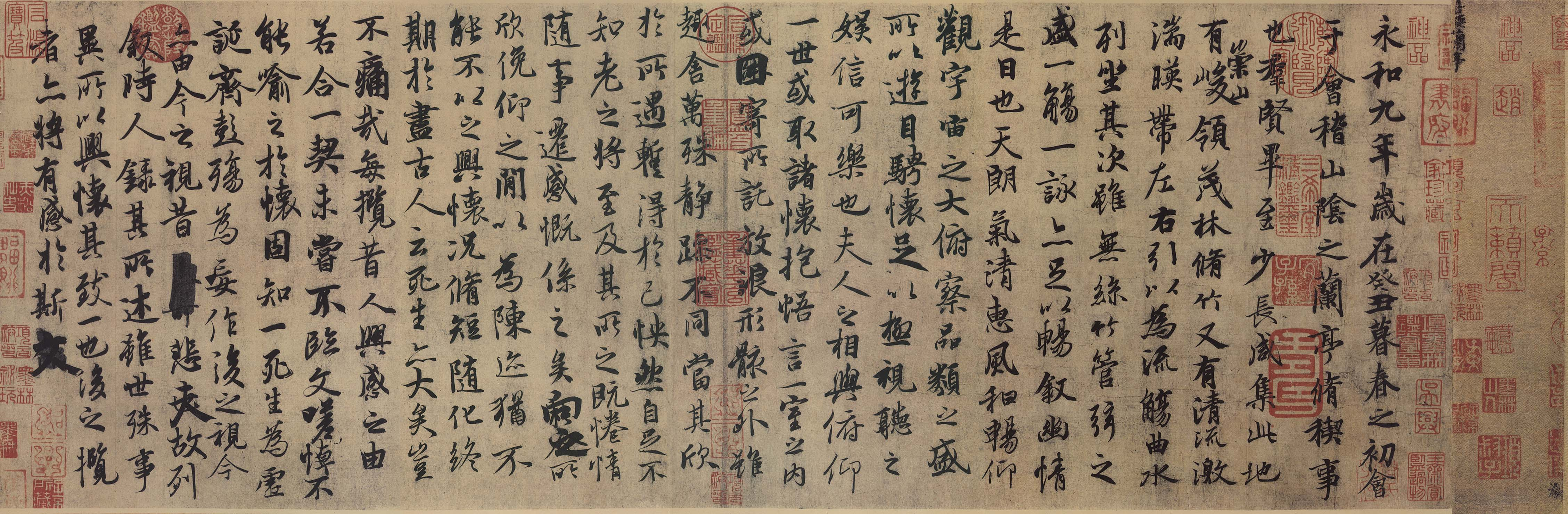
『蘭亭序』王羲之
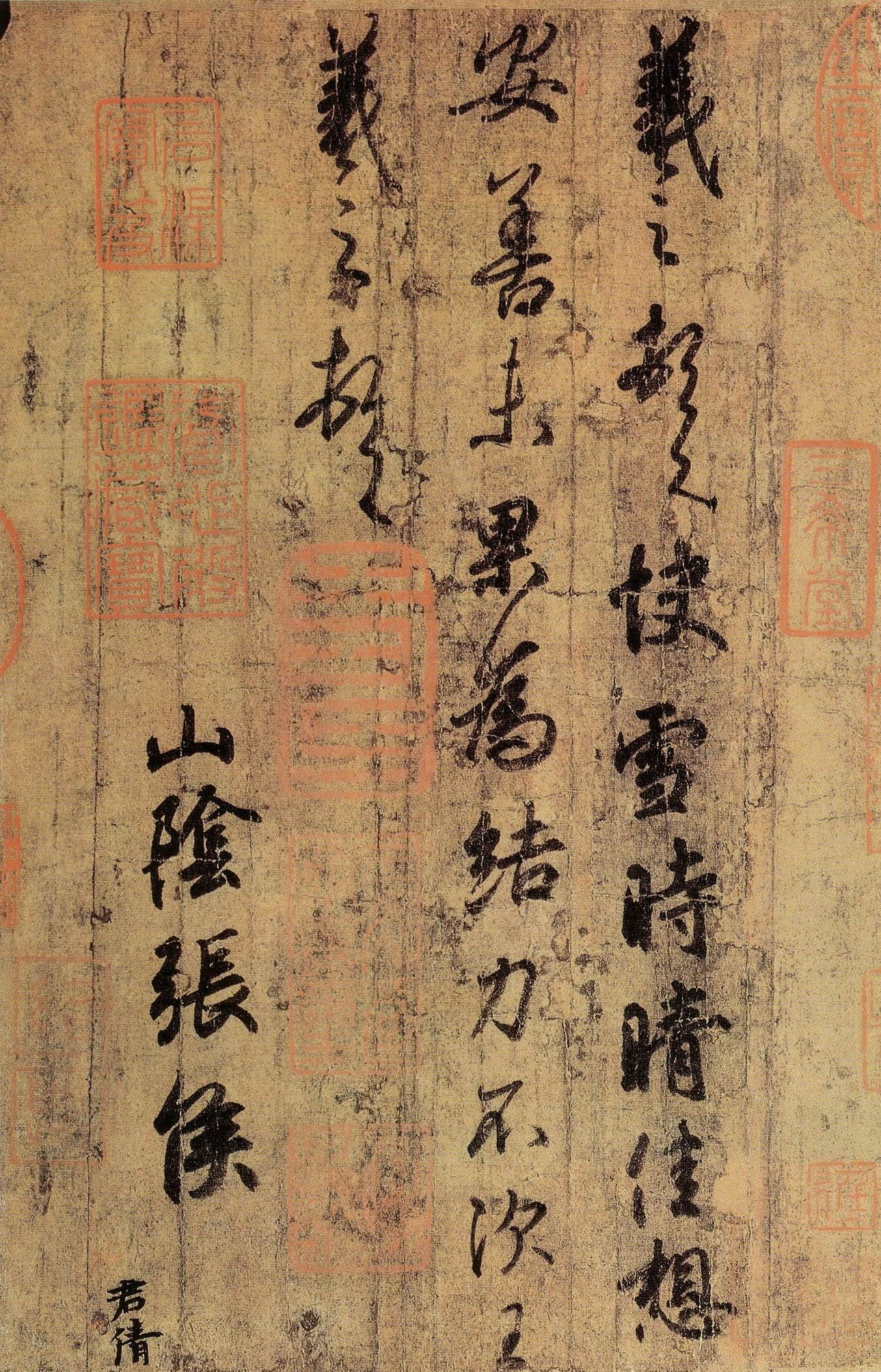
『快雪時晴帖』王羲之
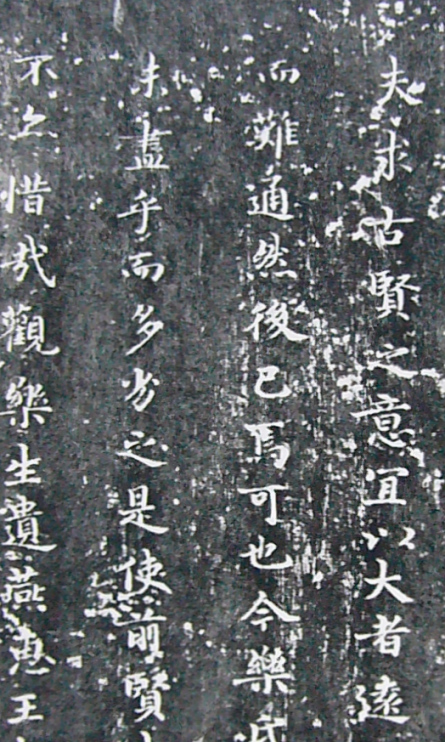
『楽毅論』（部分）王羲之
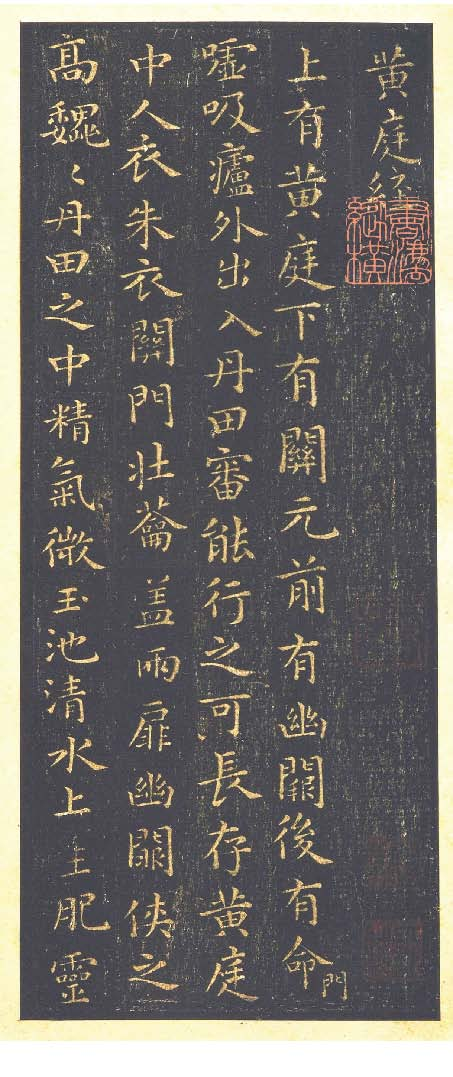
『黄庭経』（部分）王羲之
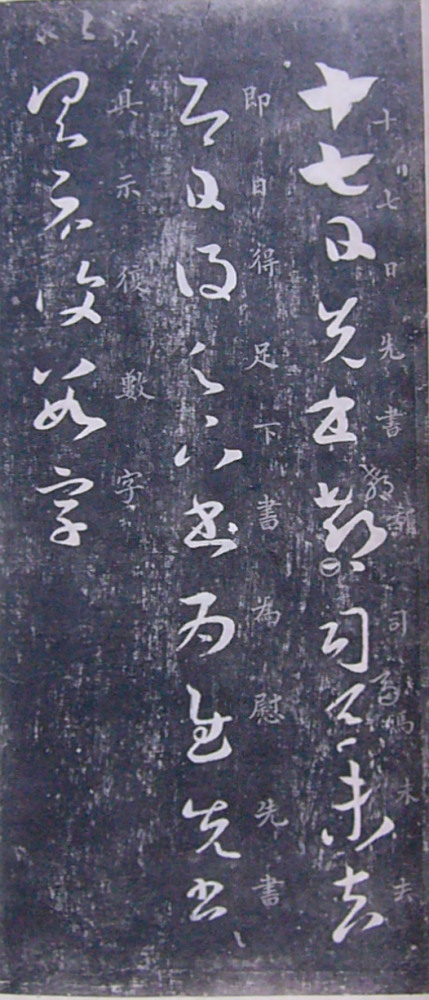
『十七帖』（部分）王羲之
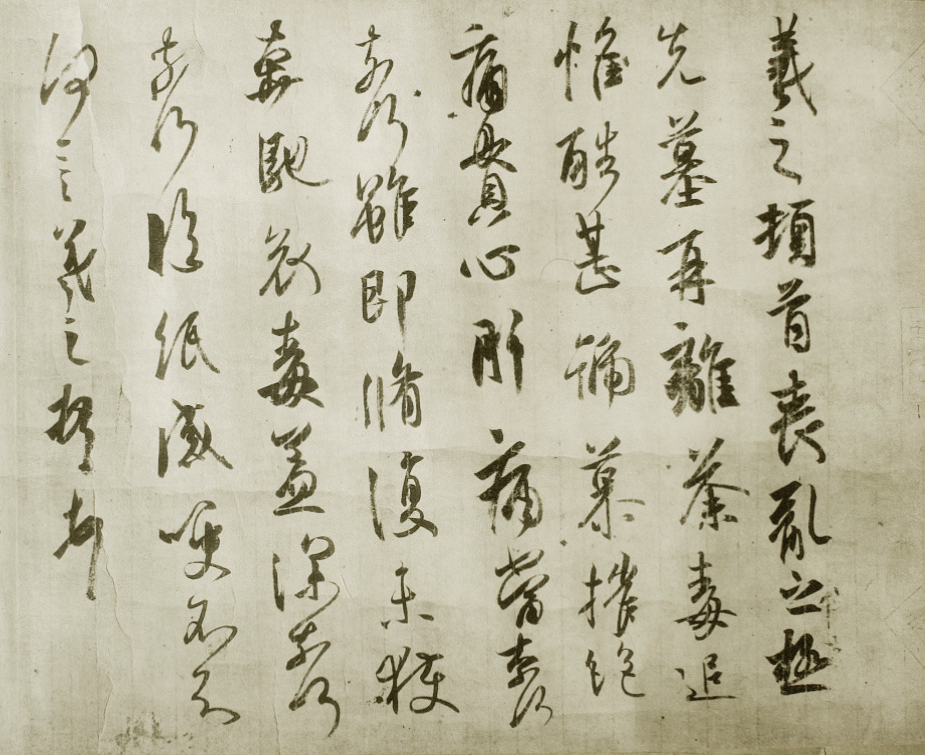
『喪乱帖』（部分）王羲之
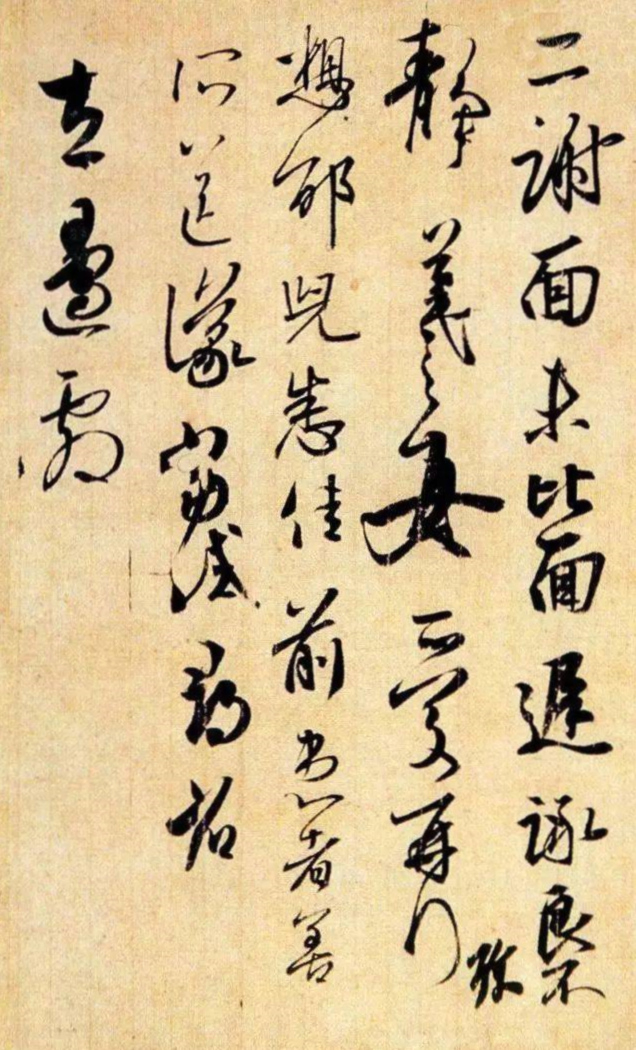
『喪乱帖（二謝帖）』王羲之
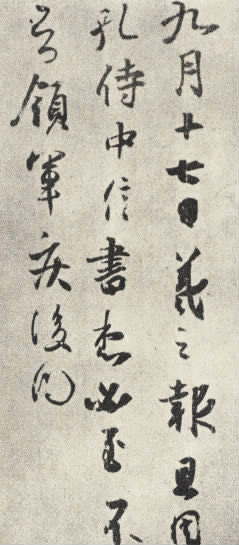
『孔侍中帖』（部分）王羲之
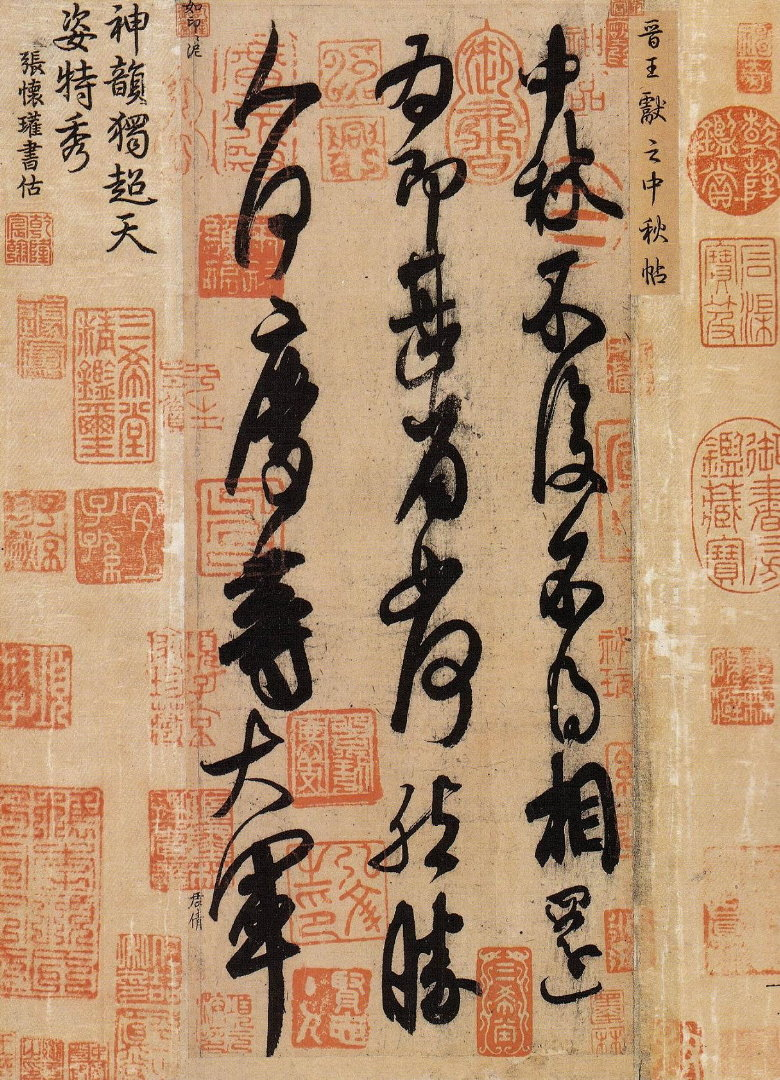
『中秋帖』王献之書
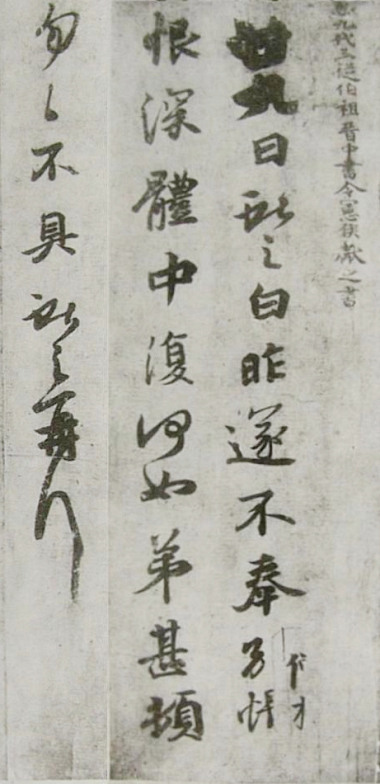
『廿九日帖』王献之書
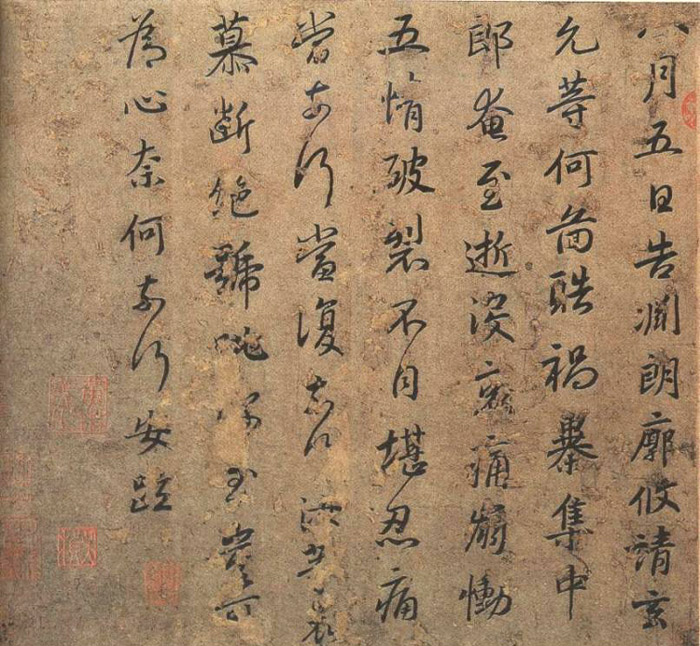
『八月五日帖』謝安書

| 年代  | 筆跡名                   | 筆者             | 書体 | 所蔵・法帖など                                           |
| ----- | ------------------------ | ---------------- | ---- | -------------------------------------------------------- |
| 348年 | 楽毅論                   | 王羲之           | 小楷 | 『停雲館帖』ほか                                         |
| 353年 | 蘭亭序                   | 王羲之           | 行書 | 北京・故宮博物院ほか                                     |
| 356年 | 黄庭経                   | 王羲之           | 小楷 | 『停雲館帖』ほか                                         |
| 356年 | 東方朔画賛               | 王羲之           | 小楷 |                                                          |
| 358年 | 孝女曹娥碑               | 王羲之？         | 小楷 |                                                          |
| 不詳  | 喪乱帖                   | 王羲之           | 行書 | 三の丸尚蔵館                                             |
| 不詳  | 孔侍中帖                 | 王羲之           | 行書 | 前田育徳会                                               |
| 不詳  | 快雪時晴帖               | 王羲之           | 行書 | 台北・国立故宮博物院                                     |
| 不詳  | 姨母帖（いぼじょう）     | 王羲之           | 行書 | 『万歳通天進帖』など                                     |
| 不詳  | 奉橘帖（ほうきつじょう） | 王羲之           | 行書 |                                                          |
| 不詳  | 十七帖                   | 王羲之           | 草書 |                                                          |
| 不詳  | 游目帖                   | 王羲之           | 草書 |                                                          |
| 不詳  | 行穣帖                   | 王羲之           | 草書 | プリンストン大学美術館、『三希堂法帖』、『余清斎帖』など |
| 不詳  | 初月帖（しょげつじょう） | 王羲之           | 草書 | 『万歳通天進帖』など                                     |
| 不詳  | 寒切帖（かんせつじょう） | 王羲之           | 草書 |                                                          |
| 不詳  | 遠宦帖（えんかんじょう） | 王羲之           | 草書 |                                                          |
| 不詳  | 妹至帖（まいしじょう）   | 王羲之           | 草書 |                                                          |
| 不詳  | 思想帖（しそうじょう）   | 王羲之           | 草書 | 『余清斎帖』など                                         |
| 不詳  | 中秋帖                   | 王献之           | 行草 | 北京・故宮博物院                                         |
| 不詳  | 鴨頭丸帖                 | 王献之           | 行草 |                                                          |
| 不詳  | 十二月帖                 | 王献之           | 行草 |                                                          |
| 不詳  | 廿九日帖                 | 王献之           | 行書 |                                                          |
| 不詳  | 地黄湯帖                 | 王献之           | 行書 | 台東区立書道博物館                                       |
| 不詳  | 洛神賦十三行             | 王献之           | 小楷 |                                                          |
| 672年 | 集字聖教序               | 王羲之の書を集字 | 行書 |                                                          |
| 721年 | 興福寺断碑               | 王羲之の書を集字 | 行書 |                                                          |

- 『蘭亭序』（部分）王羲之
- 『蘭亭序』王羲之
- 『快雪時晴帖』王羲之
- 『楽毅論』（部分）王羲之
- 『黄庭経』（部分）王羲之
- 『十七帖』（部分）王羲之
- 『喪乱帖』（部分）王羲之
- 『喪乱帖（二謝帖）』王羲之
- 『孔侍中帖』（部分）王羲之
- 『中秋帖』王献之書
- 『廿九日帖』王献之書
- 『八月五日帖』謝安書

### 五胡十六国
| 年代          | 筆跡名                           | 筆者 | 書体     | 所蔵・法帖など |
| ------------- | -------------------------------- | ---- | -------- | -------------- |
| 367年（前秦） | 鄧太尉祠碑（とうたいいしひ）     | 不明 | 隷楷中間 |                |
| 368年（前秦） | 広武将軍碑（こうぶしょうぐんひ） | 不明 | 八分     |                |

### 南朝
| 年代        | 筆跡名                           | 筆者     | 書体               | 所蔵・法帖など     |
| ----------- | -------------------------------- | -------- | ------------------ | ------------------ |
| 458年（宋） | 爨龍顔碑                         | 不明     | 楷書（隷書に近い） |                    |
| 464年（宋） | 劉懐民墓誌（りゅうかいみんぼし） | 不明     | 楷書（隷書に近い） |                    |
| 514年（梁） | 瘞鶴銘                           | 陶弘景？ | 楷書（隷意を含む） |                    |
| 不詳（陳）  | 真草千字文                       | 智永     | 楷書、草書         | 個人蔵（日本）ほか |

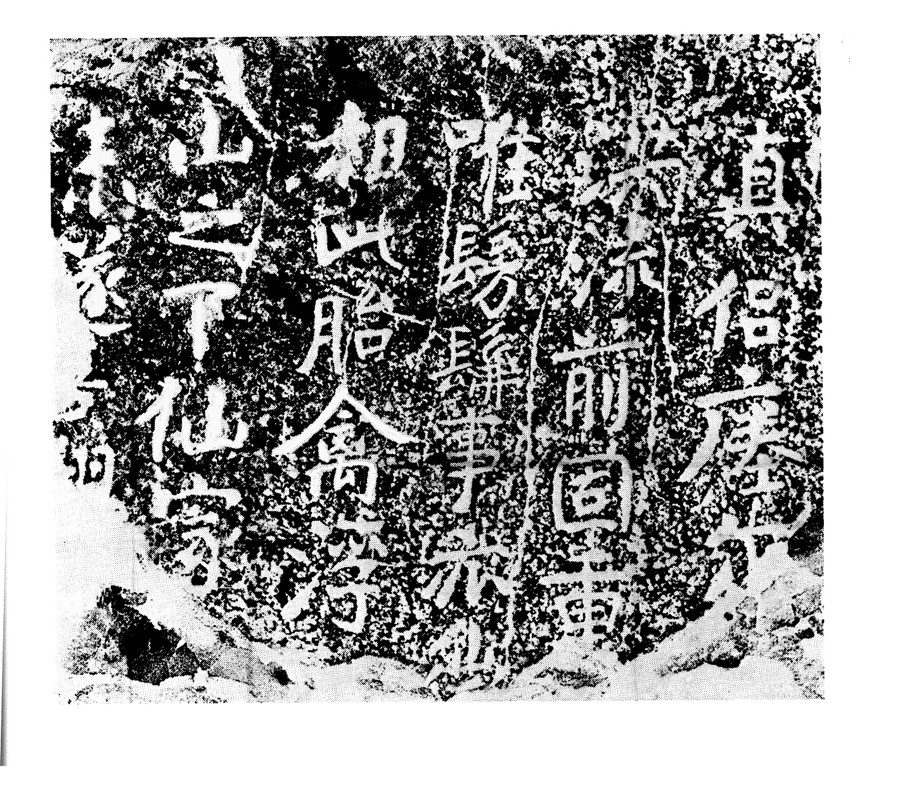
『瘞鶴銘』
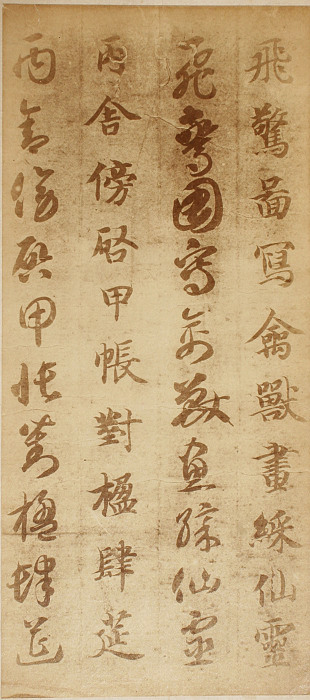
『真草千字文』（部分）智永筆

### 北朝
| 年代                        | 筆跡名                                                 | 筆者     | 書体               | 所蔵・法帖など |
| --------------------------- | ------------------------------------------------------ | -------- | ------------------ | -------------- |
| 456年（北魏・前期）         | 中岳嵩高霊廟碑（ちゅうがくすうこうれいびょうひ）       | 寇謙之？ | 楷書（隷意を含む） |                |
| 495年 - 520年（北魏・後期） | 龍門二十品                                             | 不明     | 楷書               |                |
| 509年（北魏・後期）         | 石門銘                                                 | 不明     | 楷書               |                |
| 511年（北魏・後期）         | 鄭文公碑                                               | 鄭道昭   | 楷書               |                |
| 511年（北魏・後期）         | 論経書詩（ろんけいしょし）                             | 鄭道昭   | 楷書               |                |
| 514年（北魏・後期）         | 司馬昞妻孟敬訓墓誌（しばへいさいもうけいくんぼし）     | 不明     | 楷書               |                |
| 515年（北魏・後期）         | 皇甫驎墓誌（こうほりんぼし）                           | 不明     | 楷書               |                |
| 不詳（北魏・後期）          | 刁遵墓誌                                               | 不明     | 楷書               |                |
| 517年（北魏・後期）         | 崔敬邕墓誌（さいけいようぼし）                         | 不明     | 楷書               |                |
| 517年（北魏・後期）         | 元懐墓誌（げんかいぼし）                               | 不明     | 楷書               | 開封市博物館   |
| 522年（北魏・後期）         | 張猛龍碑                                               | 不明     | 楷書               |                |
| 523年（北魏・後期）         | 高貞碑                                                 | 不明     | 楷書               |                |
| 531年（北魏・後期）         | 張黒女墓誌                                             | 不明     | 楷書               |                |
| 540年（東魏）               | 敬史君顕儁碑（けいしくんけんしゅんひ）                 | 不明     | 楷書               |                |
| 不詳（北斉）                | 泰山経石峪金剛経（たいざんけいせきよくこんごうきょう） | 不明     | 楷書               |                |
| 567年（北周）               | 西嶽崋山神廟碑（せいがくかざんしんびょうひ）           | 趙文淵   | 楷書               |                |

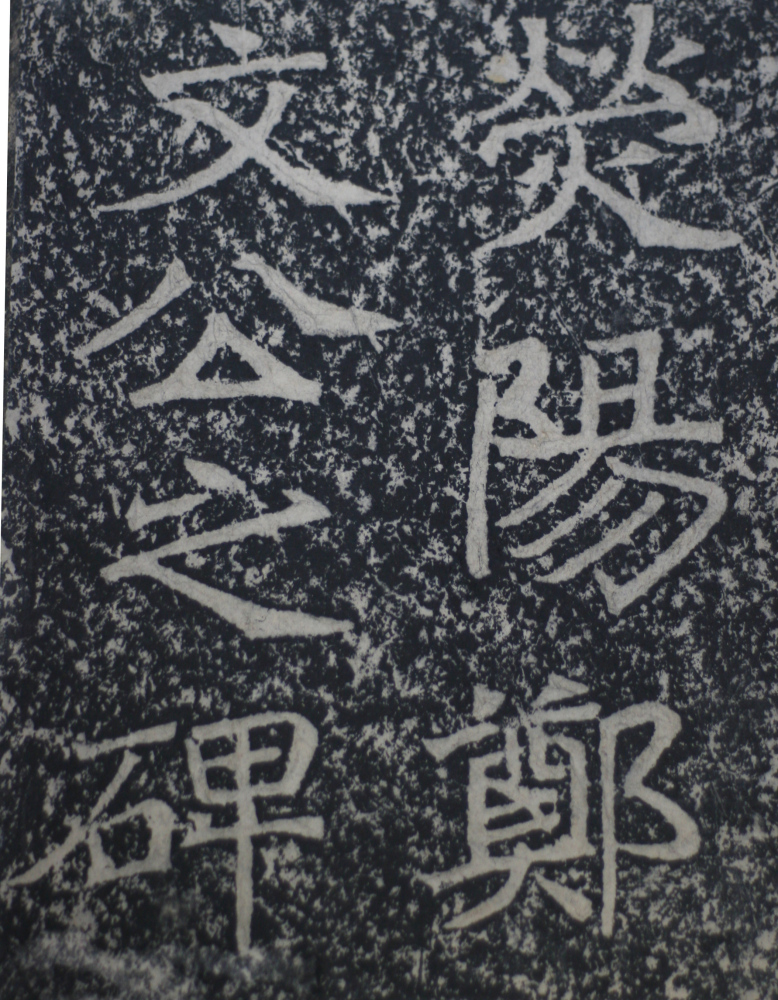
『鄭文公碑』（鄭羲下碑 碑額）
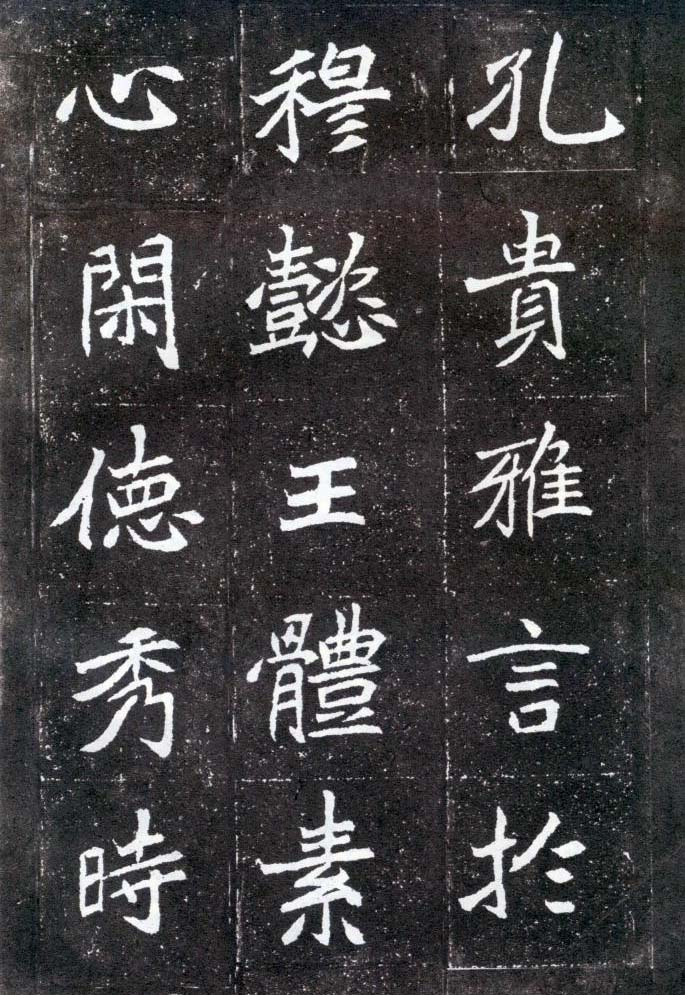
『元懐墓誌』（部分）

## 隋
| 年代  | 筆跡名                   | 筆者     | 書体               | 所蔵・法帖など             |
| ----- | ------------------------ | -------- | ------------------ | -------------------------- |
| 586年 | 竜蔵寺碑                 | 張公礼？ | 楷書               | 河北省正定県竜興寺の大殿内 |
| 592年 | 杜乾緒等造像記           | 不明     | 楷書（八分に近い） |                            |
| 597年 | 美人董氏墓誌             | 不明     | 楷書               |                            |
| 602年 | 啓法寺碑（けいほうじひ） | 丁道護   | 楷書               | 個人蔵（日本、拓本）       |
| 603年 | 蘇孝慈墓誌               | 不明     | 小楷               |                            |

- 竜蔵寺碑（りゅうぞうじひ）
  - 建碑は開皇6年（586年）。恒州刺史・鄂国公王孝僊が建碑したもので、張公礼（ちょう こうれい）の書と伝えられる。書体は楷書で、書風は整正温雅であり、唐の虞世南・褚遂良の先駆をなす。碑高215.2 cm、碑文30行、各行50字、字の大きさは2.4 cmである。仁寿2年（602年）に建碑された『啓法寺碑』（原石佚亡）とともに隋碑の代表作である。
- 杜乾緒等造像記（とけんちょとうぞうぞうき）
  - 開皇12年（592年）、杜乾緒・張子元・董難当らが石仏一体をつくり、銘を刻したもので、上下6段に分けて八分に近い楷書が刻されている。
- 美人董氏墓誌（びじんとうしぼし）
  - 開皇17年（597年）、隋の文帝の四男の蜀王楊秀が、19歳で病没した董氏のために墓誌の文を撰し長安郊外の龍首山に葬った。董氏は蜀王楊秀の侍女で容姿端麗の佳人であったといわれるが、美人とは官名で美しい人という意味ではない。清朝の道光年間の初めに陝西省興平県から出土したもので、墓誌の文は楷書で21行、毎行23字ある。北魏の墓誌群にも優れたものが多くあるが、隋代になると一段と磨きがかかり品格も高い。この墓誌はその中でも極めて美しく、初唐の書と比べても遜色がないといわれる。
- 蘇孝慈墓誌（そこうじぼし）
  - 蘇慈墓誌とも。仁寿3年（603年）。筆者は不明であるが、一説には唐の欧陽詢の若書きともいい、馬偏が3点の所なども彼の皇甫誕碑に符合する。書風は謹厳で鋭利、細楷の優品である。光緒14年（1888年）、陝西省蒲城県から出土したもので、文字が鮮明でまるで新刻のようである。

## 唐

### 初唐
| 年代            | 筆跡名           | 筆者     | 書体 | 所蔵・法帖など                         |
| --------------- | ---------------- | -------- | ---- | -------------------------------------- |
| 627年 - 641年頃 | 皇甫誕碑         | 欧陽詢   | 楷書 |                                        |
| 629年頃         | 孔子廟堂碑       | 虞世南   | 楷書 | 三井文庫（拓本）ほか                   |
| 630年           | 昭仁寺碑         | 虞世南？ | 楷書 | 陝西省長武県城内                       |
| 630年           | 枯樹賦           | 褚遂良   | 行書 | 『戯鴻堂帖』など                       |
| 631年           | 化度寺邕禅師塔銘 | 欧陽詢   | 楷書 |                                        |
| 632年           | 九成宮醴泉銘     | 欧陽詢   | 楷書 | 陝西省麟遊県                           |
| 637年           | 温彦博碑         | 欧陽詢   | 楷書 |                                        |
| 637年           | 裴鏡民碑         | 殷令名   | 楷書 | 西安碑林博物館                         |
| 641年           | 伊闕仏龕碑       | 褚遂良   | 楷書 |                                        |
| 642年           | 孟法師碑         | 褚遂良   | 楷書 | 三井文庫（拓本）                       |
| 646年           | 晋祠銘           | 太宗     | 行書 | 山西省太原市晋源区                     |
| 648年           | 温泉銘           | 太宗     | 行書 |                                        |
| 649年           | 文皇哀冊         | 褚遂良   | 楷書 | 『戯鴻堂帖』など                       |
| 652年？         | 房玄齢碑         | 褚遂良   | 楷書 | 昭陵博物館                             |
| 653年           | 雁塔聖教序       | 褚遂良   | 楷書 | 大慈恩寺内の大雁塔                     |
| 不詳            | 倪寛賛           | 褚遂良   | 楷書 | 台北・国立故宮博物院、『鬱岡斎帖』など |
| 663年           | 道因法師碑       | 欧陽通   | 楷書 |                                        |
| 679年           | 泉男生墓誌銘     | 欧陽通   | 小楷 | 河南省博物館                           |
| 686年           | 草書千字文       | 孫過庭   | 草書 | 遼寧省博物館ほか                       |
| 687年           | 書譜             | 孫過庭   | 草書 | 台北・国立故宮博物院                   |
| 699年           | 昇仙太子碑       | 則天武后 | 草書 | 仙君廟（河南省洛陽市偃師区）           |

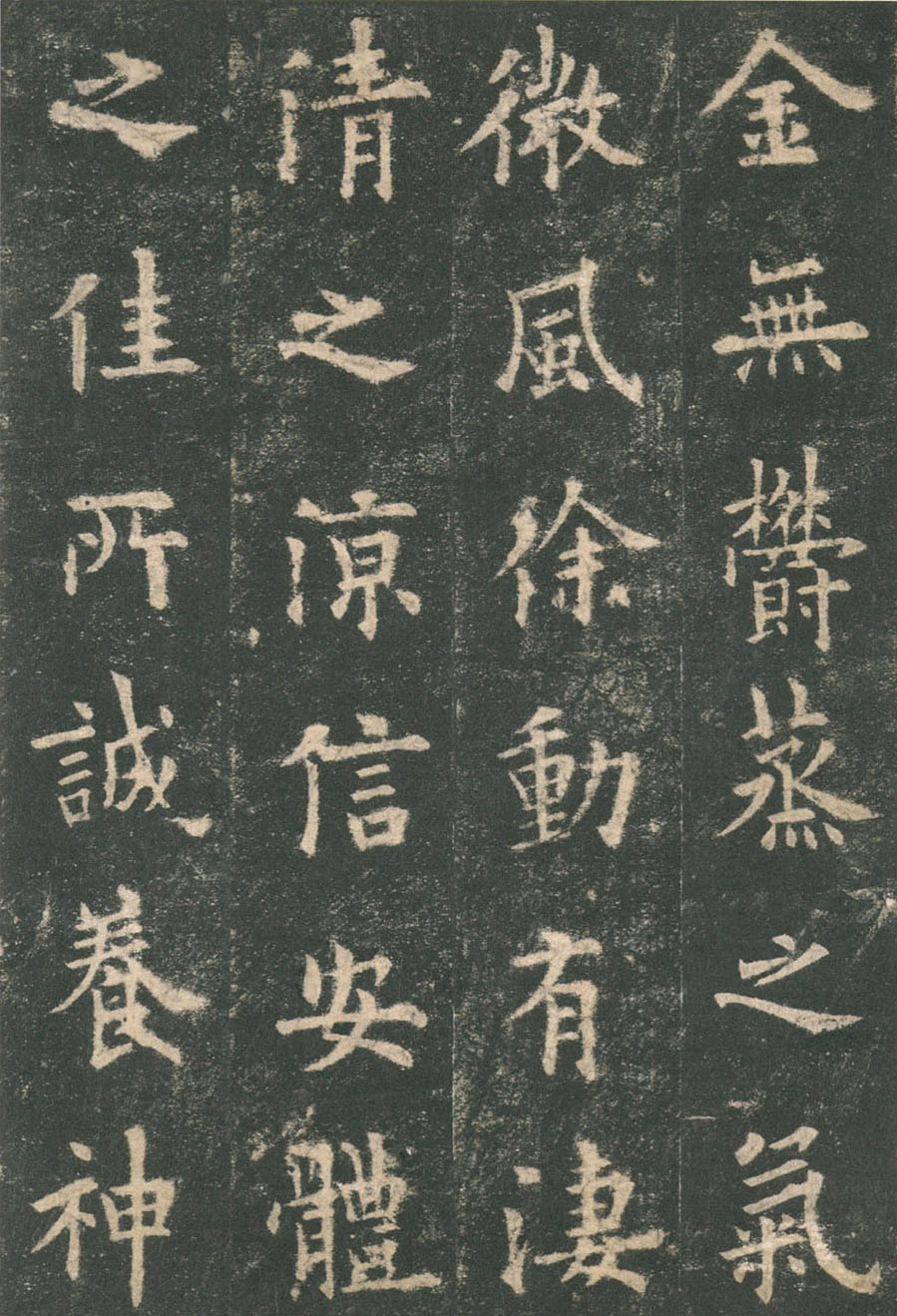
『九成宮醴泉銘』（部分）欧陽詢書
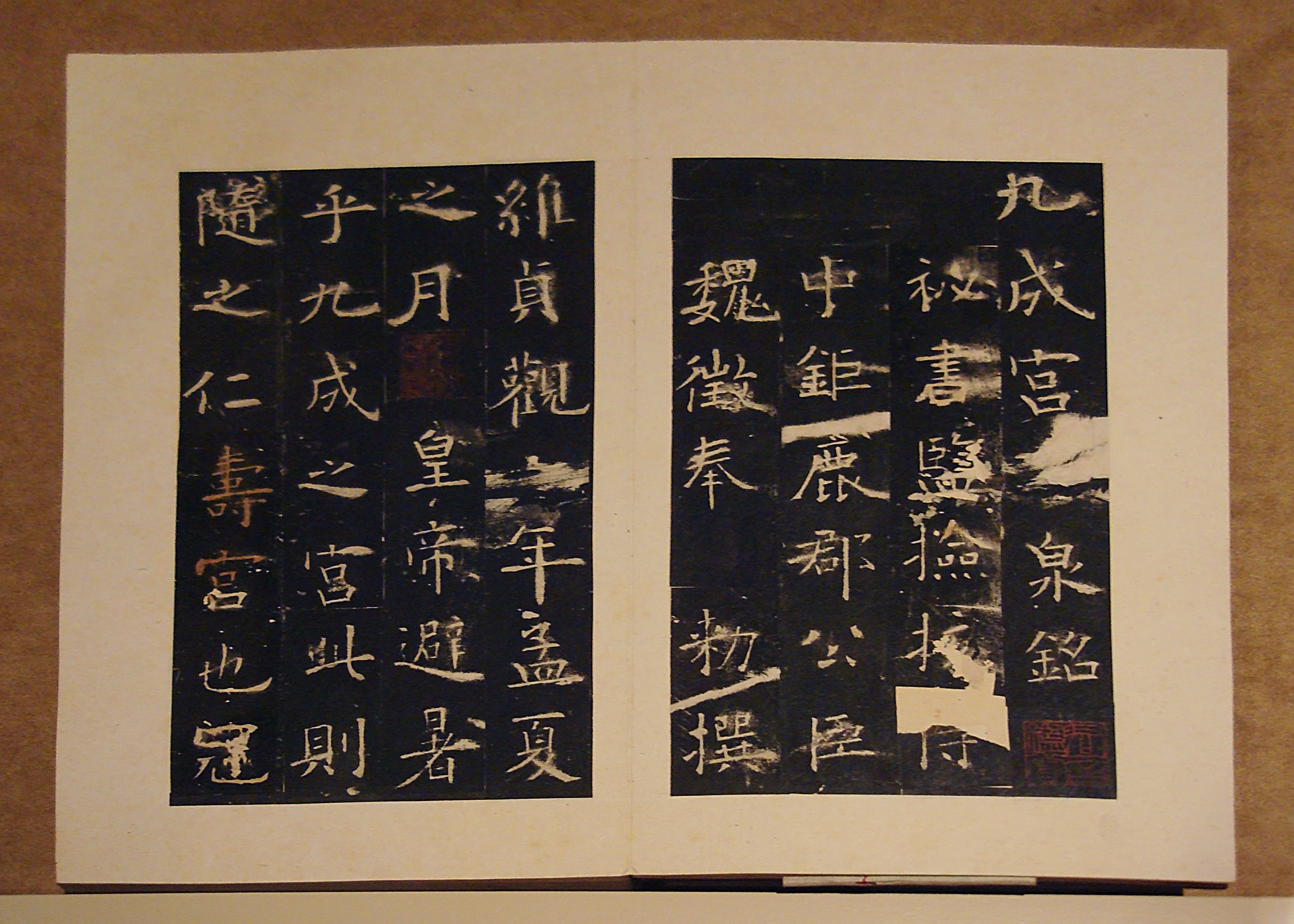
『九成宮醴泉銘』（部分）欧陽詢書
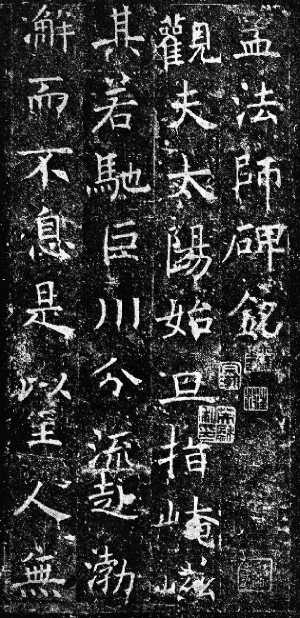
『孟法師碑』（部分）褚遂良書
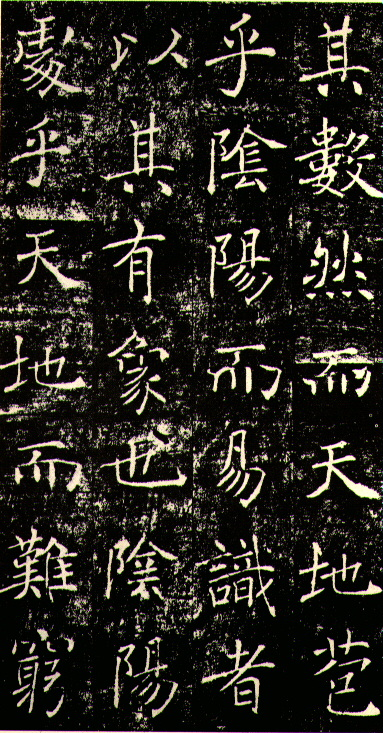
『雁塔聖教序』（部分）褚遂良書
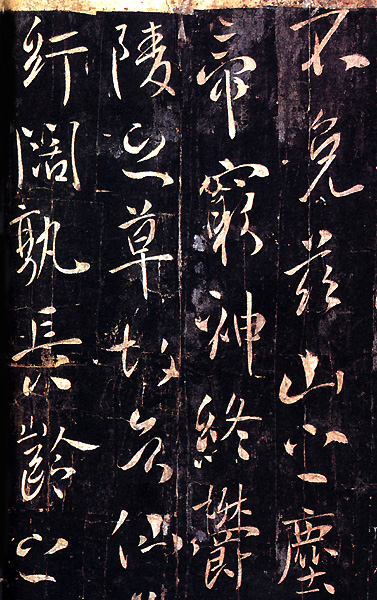
『温泉銘』（部分）太宗書
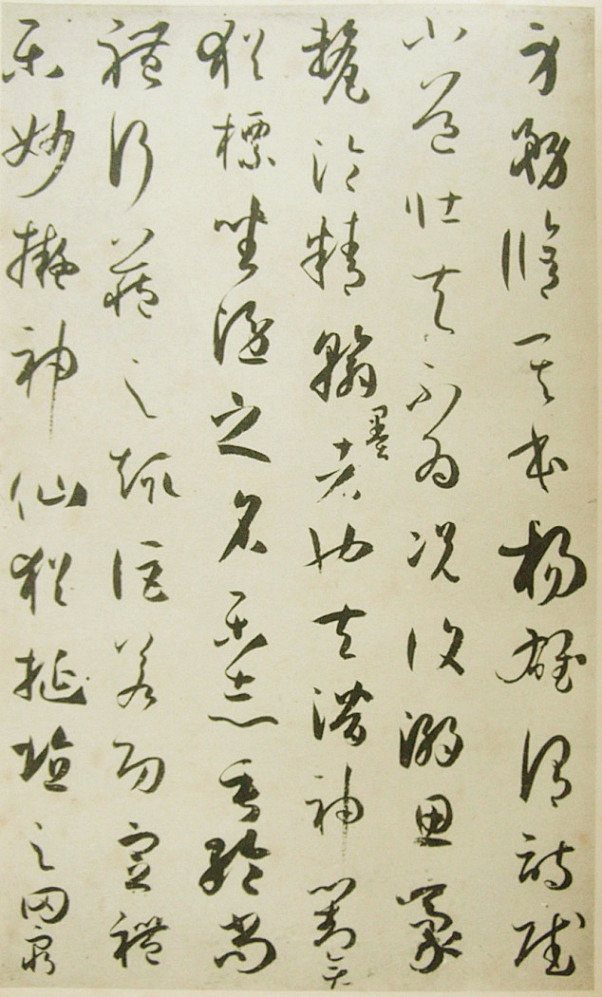
『書譜』（部分）孫過庭書
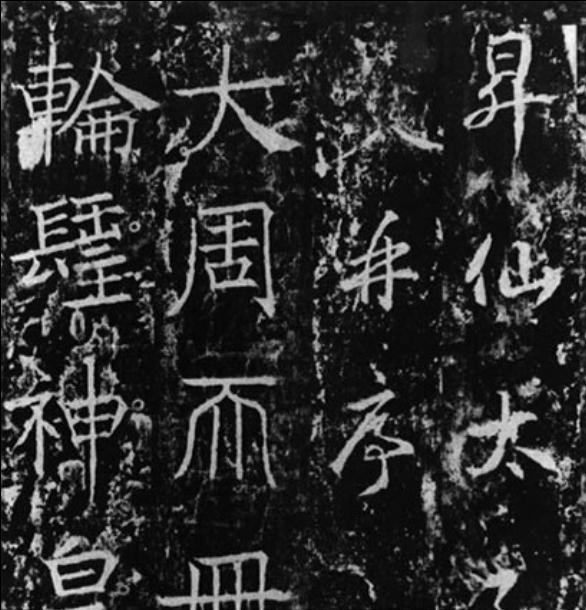
『昇仙太子碑』（部分）則天武后書（楷書部分は薛稷書）

### 盛唐・中唐・晩唐

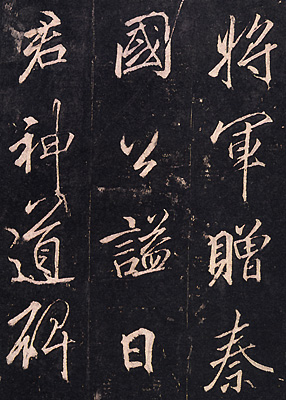
『李思訓碑』（部分）李邕書
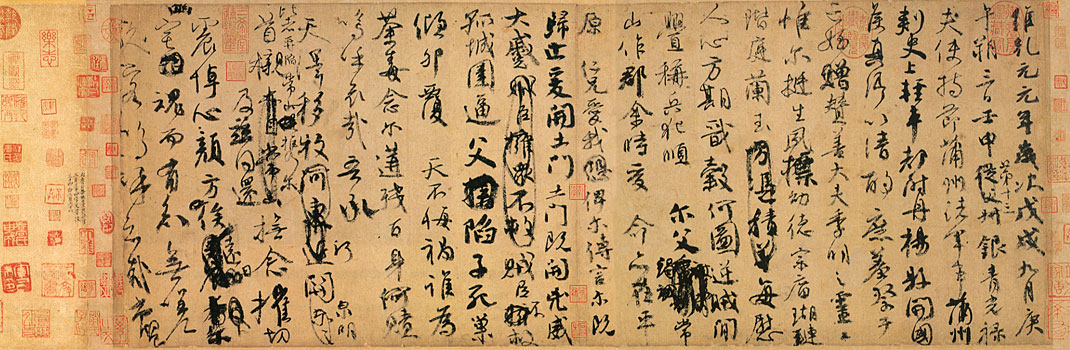
『祭姪文稿』顔真卿書
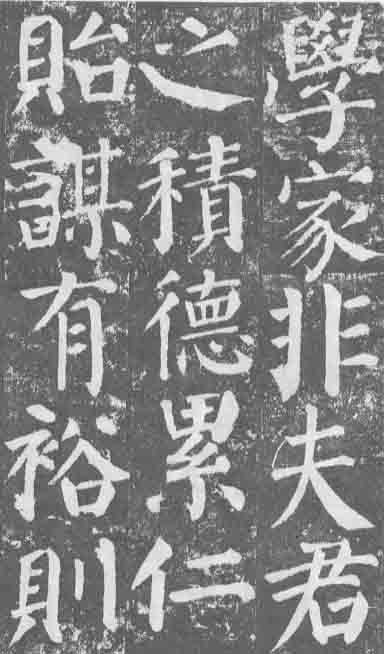
『顔勤礼碑』（部分）顔真卿書
『自叙帖』懐素書
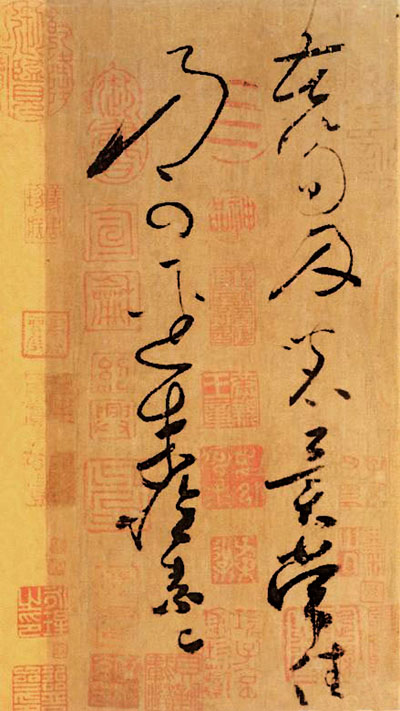
『苦筍帖』懐素書
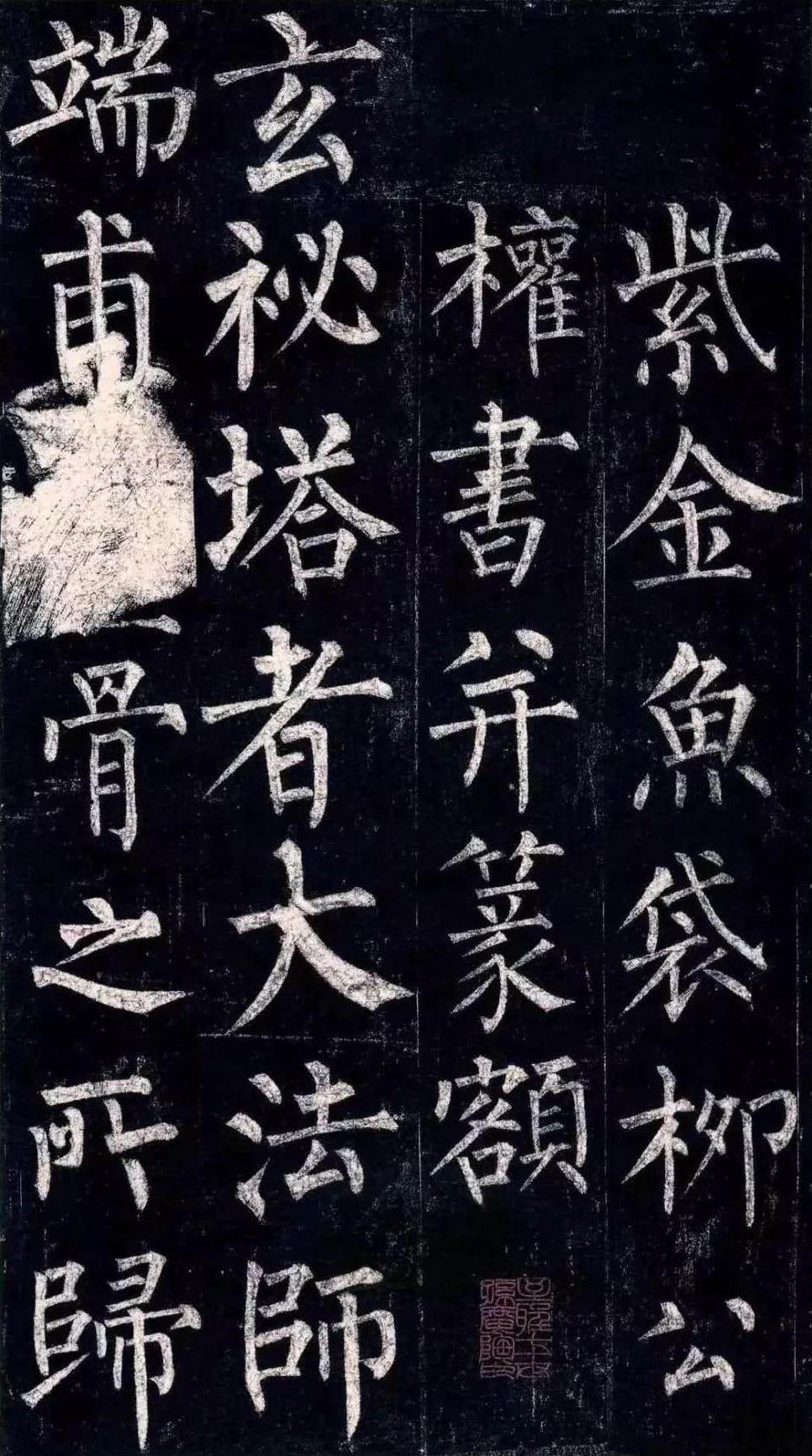
『玄秘塔碑』（部分）柳公権書
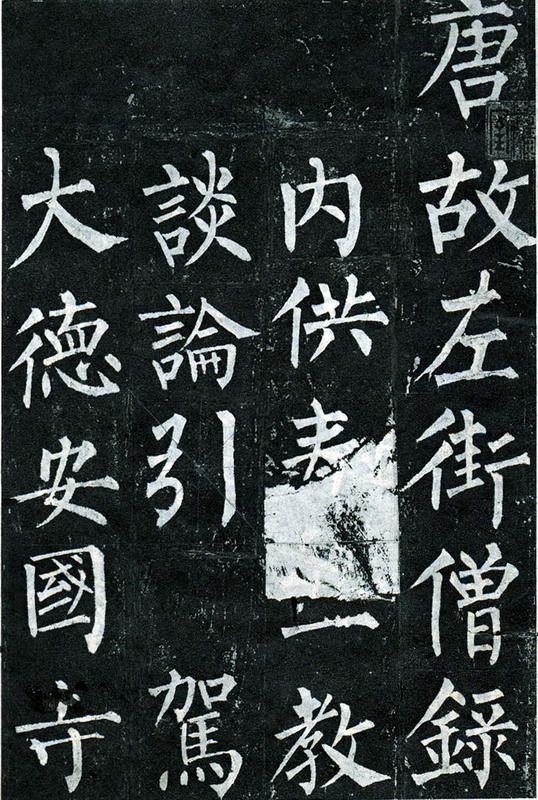
『玄秘塔碑』（部分）柳公権書

| 年代           | 筆跡名                         | 筆者   | 書体 | 所蔵・法帖など       |
| -------------- | ------------------------------ | ------ | ---- | -------------------- |
| 不詳           | 孝経                           | 賀知章 | 草書 |                      |
| 730年          | 麓山寺碑                       | 李邕   | 行書 |                      |
| 735年          | 法華寺碑                       | 李邕   | 行書 |                      |
| 739年          | 李思訓碑                       | 李邕   | 行書 |                      |
| 714年          | 自言帖                         | 張旭   | 草書 |                      |
| 741年          | 郎官石柱記                     | 張旭   | 楷書 |                      |
| 752年          | 多宝塔碑                       | 顔真卿 | 楷書 | 西安碑林             |
| 758年          | 祭姪文稿                       | 顔真卿 | 行書 | 台北・国立故宮博物院 |
| 758年          | 祭伯文稿（さいはくぶんこう）   | 顔真卿 | 行書 |                      |
| 759年 or 779年 | 顔勤礼碑                       | 顔真卿 | 楷書 |                      |
| 764年          | 争座位帖                       | 顔真卿 | 行書 | 西安碑林             |
| 780年          | 自書告身（じしょこくしん）     | 顔真卿 | 楷書 | 台東区立書道博物館   |
| 780年          | 顔氏家廟碑                     | 顔真卿 | 楷書 | 西安碑林             |
| 767年          | 李氏三墳記                     | 李陽冰 | 篆書 | 西安碑林             |
| 777年          | 自叙帖                         | 懐素   | 草書 | 台北・国立故宮博物院 |
| 792年          | 聖母帖                         | 懐素   | 草書 | 西安碑林             |
| 799年          | 草書千字文（千金帖）           | 懐素   | 草書 | 台北・国立故宮博物院 |
| 不詳           | 苦筍帖                         | 懐素   | 草書 | 上海博物館           |
| 824年          | 金剛般若波羅蜜経               | 柳公権 | 楷書 | パリ国立図書館       |
| 841年          | 玄秘塔碑                       | 柳公権 | 楷書 | 西安碑林             |
| 855年          | 圭峰禅師碑（けいほうぜんじひ） | 裴休   | 楷書 |                      |

- 『李思訓碑』（部分）李邕書
- 『祭姪文稿』顔真卿書
- 『顔勤礼碑』（部分）顔真卿書
- 『自叙帖』懐素書
- 『苦筍帖』懐素書
- 『玄秘塔碑』（部分）柳公権書
- 『玄秘塔碑』（部分）柳公権書

## 五代・十国
| 年代  | 筆跡名                             | 筆者   | 書体 | 所蔵・法帖など                 |
| ----- | ---------------------------------- | ------ | ---- | ------------------------------ |
| 不詳  | 韭花帖（きゅうかじょう）           | 楊凝式 | 行書 |                                |
| 948年 | 神仙起居帖（しんせんききょじょう） | 楊凝式 | 草書 | 北京・故宮博物院、『停雲館帖』 |

## 宋・遼・金
| 年代       | 筆跡名                                 | 筆者   | 書体   | 所蔵・法帖など                                                   |
| ---------- | -------------------------------------- | ------ | ------ | ---------------------------------------------------------------- |
| 1052年     | 謝賜御書詩表（しゃしぎょしょしひょう） | 蔡襄   | 楷書   | 台東区立書道博物館                                               |
| 1063年     | 澄心堂紙帖（ちょうしんどうしじょう）   | 蔡襄   | 楷行書 | 台北・国立故宮博物院                                             |
| 1082年     | 黄州寒食詩巻                           | 蘇軾   | 行書   | 台北・国立故宮博物院                                             |
| 1094年以後 | 李白憶旧遊詩巻                         | 黄庭堅 | 草書   | 藤井斉成会有鄰館                                                 |
| 1100年     | 黄州寒食詩巻跋                         | 黄庭堅 | 行書   | 台北・国立故宮博物院                                             |
| 1101年     | 伏波神祠詩巻                           | 黄庭堅 | 行書   | 永青文庫                                                         |
| 1102年     | 松風閣詩巻                             | 黄庭堅 | 行書   | 台北・国立故宮博物院                                             |
| 1083年     | 方円庵記                               | 米芾   | 行書   | 『龍井山方円庵記』（単帖）                                       |
| 不詳       | 張季明帖                               | 米芾   | 行書   | 東京国立博物館、『三希堂法帖』                                   |
| 1091年以前 | 叔晦帖                                 | 米芾   | 行書   | 東京国立博物館、『三希堂法帖』                                   |
| 1088年     | 李太師帖                               | 米芾   | 行書   | 東京国立博物館、『三希堂法帖』                                   |
| 1088年     | 蜀素帖                                 | 米芾   | 行書   | 台北・国立故宮博物院、『三希堂法帖』、『戯鴻堂帖』               |
| 1088年     | 苕渓詩巻                               | 米芾   | 行書   | 北京・故宮博物院、『玉煙堂帖』、『戯鴻堂帖』                     |
| 不詳       | 草書九帖（草書四帖）                   | 米芾   | 草書   | 大阪市立美術館、台北・国立故宮博物院、『停雲館帖』               |
| 不詳       | 呉江舟中詩巻                           | 米芾   | 行草   | メトロポリタン美術館                                             |
| 不詳       | 虹県詩巻                               | 米芾   | 行書   | 東京国立博物館                                                   |
| 不詳       | 楽兄帖                                 | 米芾   | 行書   | 『経訓堂帖』                                                     |
| 不詳       | 戎薛帖                                 | 米芾   | 行草   | 台北・国立故宮博物院                                             |
| 1154年     | 徽宗文集序                             | 高宗   | 小楷   | 文化庁                                                           |
| 1179年     | 劉子羽神道碑                           | 朱熹   | 楷書   | 劉子羽の墓所（福建省崇安県蟹坑）、京都大学人文科学研究所（拓本） |
| 1172年頃   | 尺牘編輯文字帖                         | 朱熹   | 行書   | 東京国立博物館（『草書尺牘巻』として）                           |
| 1177年頃   | 論語集注残稿                           | 朱熹   | 行草体 | 京都国立博物館                                                   |

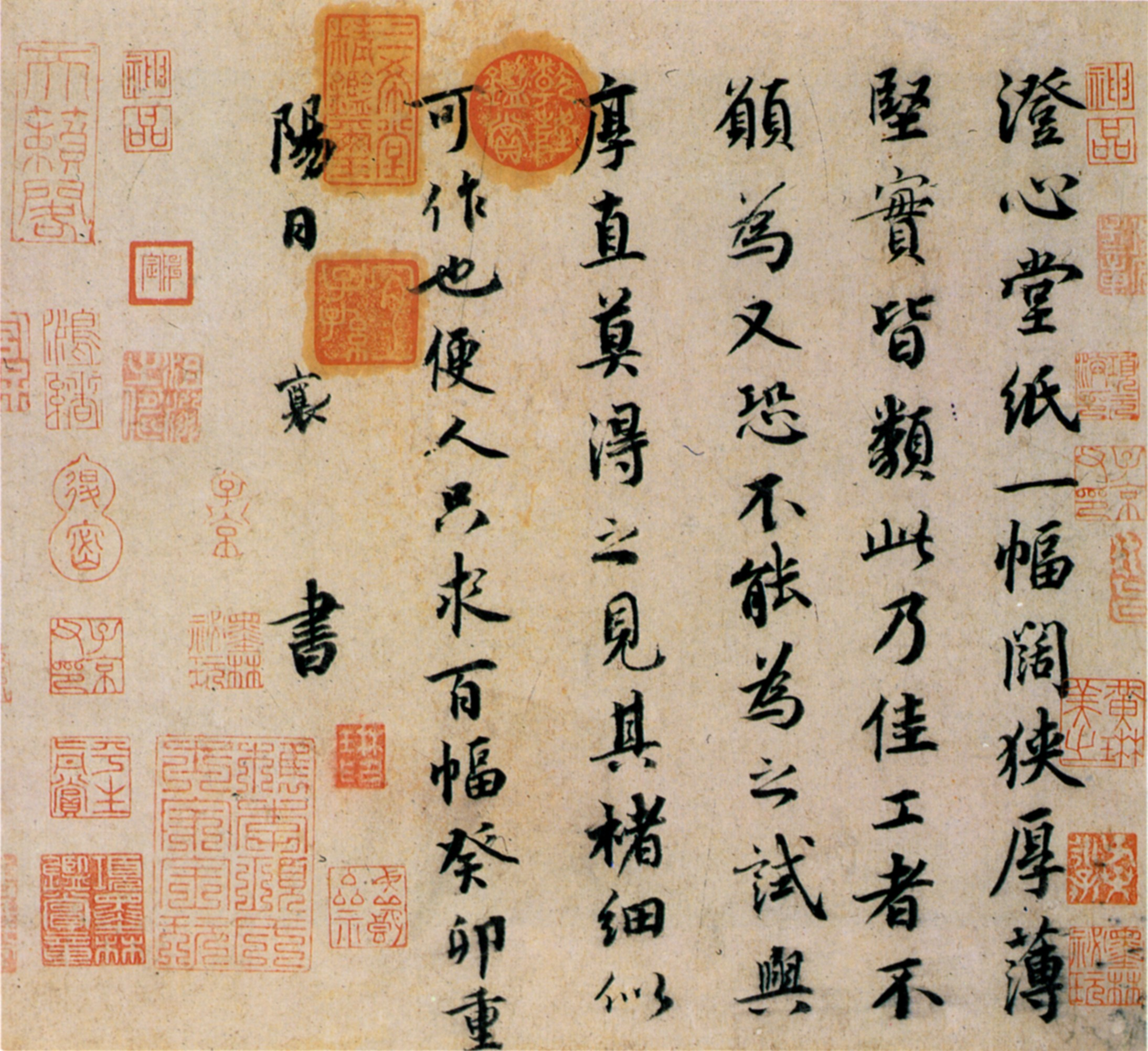
『澄心堂紙帖』蔡襄書
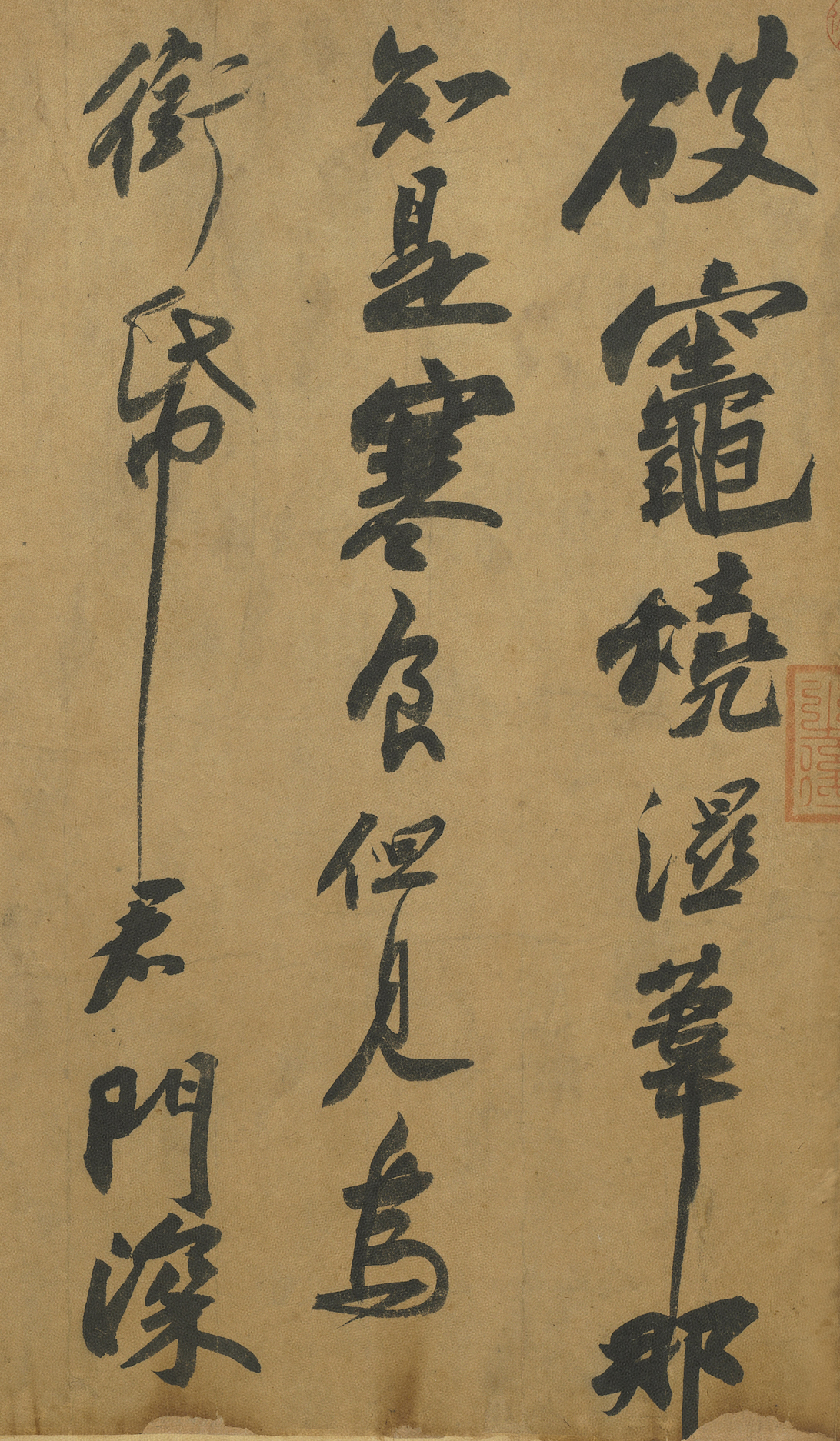
『黄州寒食詩巻』（部分）蘇軾書
『黄州寒食詩巻』（蘇軾書、右）とその跋（黄庭堅書、左）
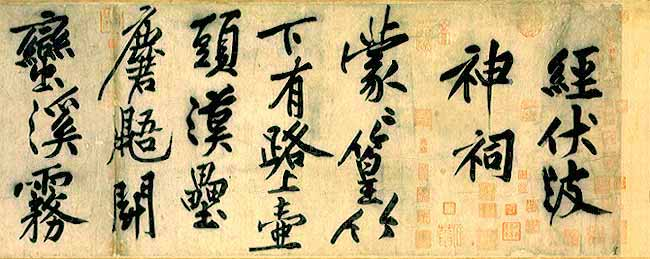
『伏波神祠詩巻』（部分）黄庭堅書
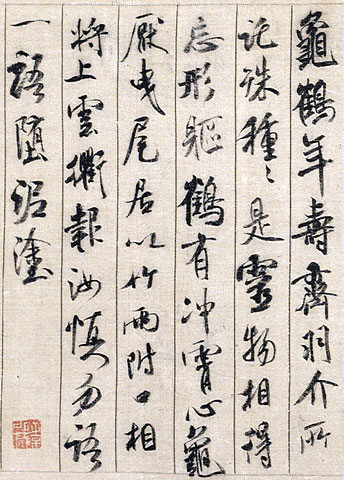
『蜀素帖』（部分） 米芾書
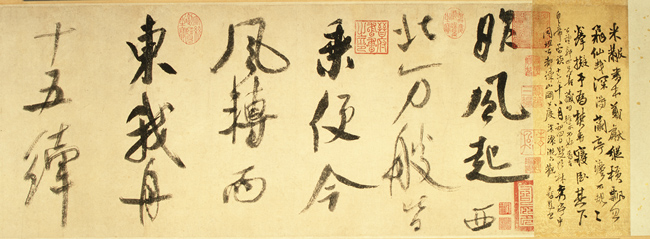
『呉江舟中詩巻』（部分） 米芾書
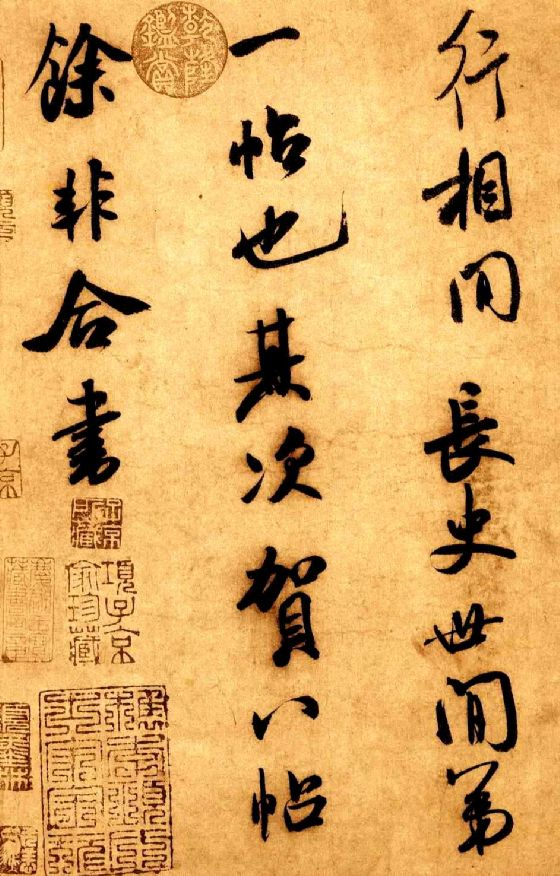
『張季明帖』（部分） 米芾書
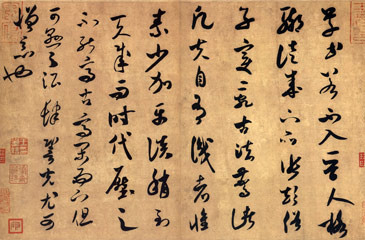
『草聖帖』（草書九帖の一つ）米芾書
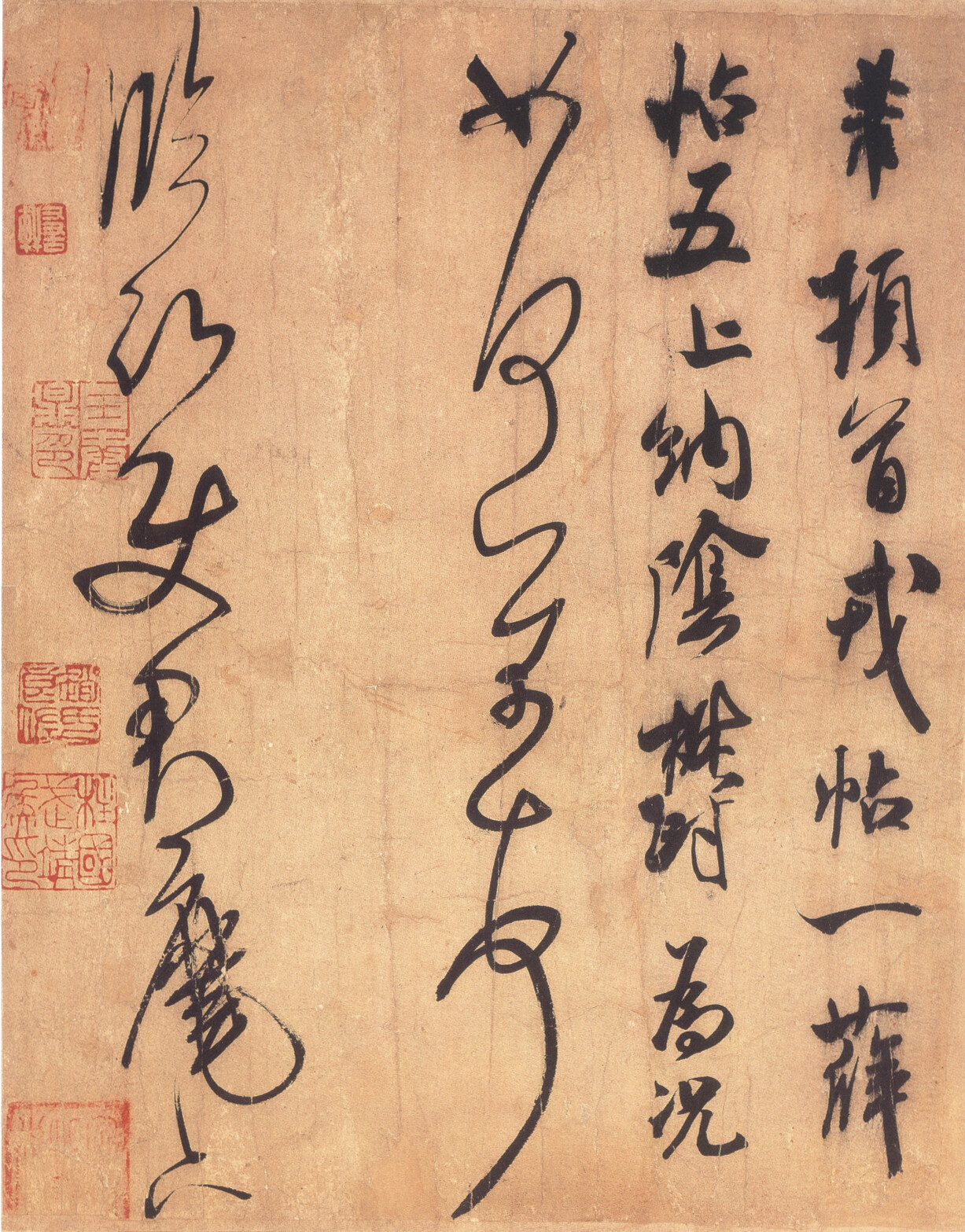
『戎薛帖』 米芾書
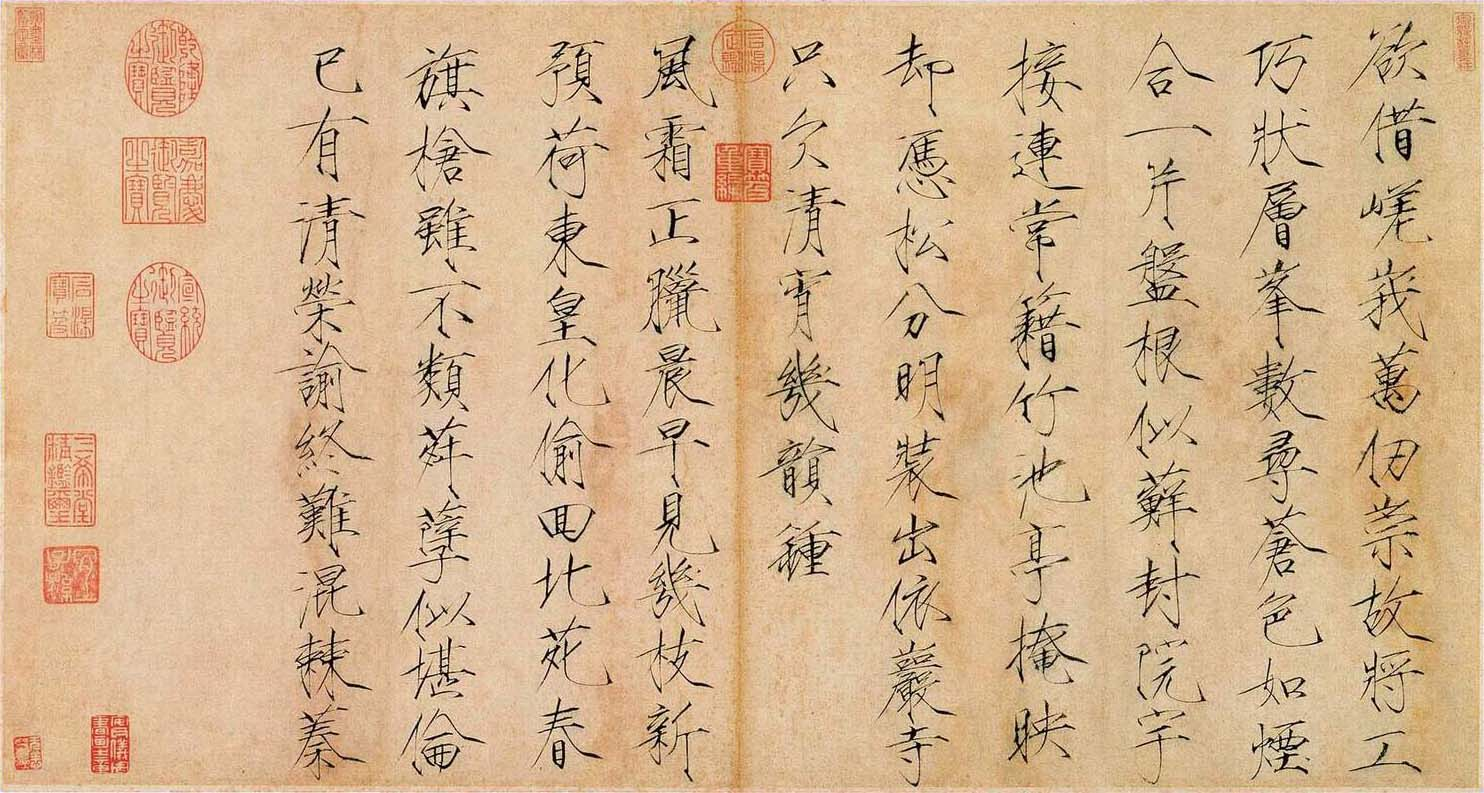
『欲借風霜二詩帖』（部分）徽宗書
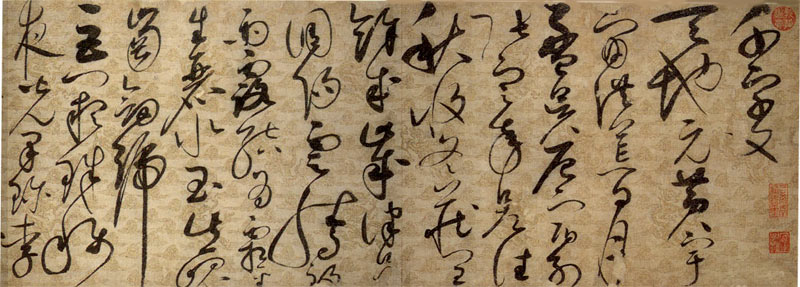
『草書千字文』（部分）徽宗書
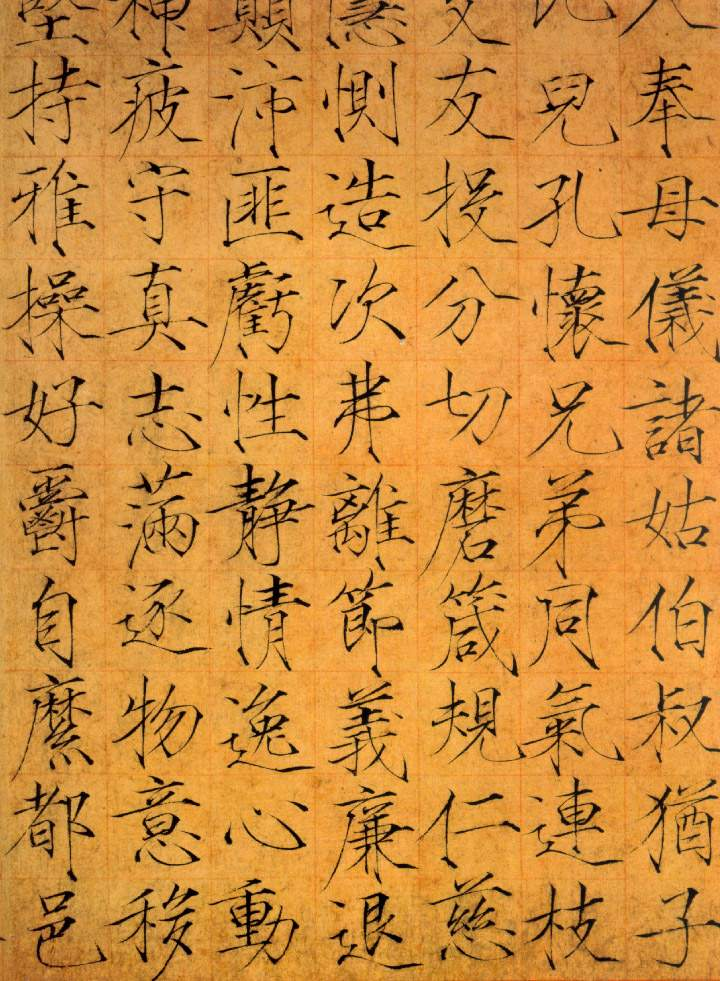
『小楷千字文』（部分）徽宗書

## 元
| 年代       | 筆跡名                                                   | 筆者   | 書体 | 所蔵・法帖など   |
| ---------- | -------------------------------------------------------- | ------ | ---- | ---------------- |
| 1298年     | 杜甫詩巻                                                 | 鮮于枢 | 行草 | 藤井斉成会有鄰館 |
| 1302年以後 | 玄妙観重修三門記（げんみょうかんちょうしゅうさんもんき） | 趙孟頫 | 楷書 | 東京国立博物館   |

## 明
| 年代   | 筆跡名                                                   | 筆者   | 書体 | 所蔵・法帖など                         |
| ------ | -------------------------------------------------------- | ------ | ---- | -------------------------------------- |
| 1603年 | 行書詩巻（ぎょうしょしかん）                             | 董其昌 | 草書 | 東京国立博物館                         |
| 不詳   | 五言律詩（王維『終南山』）軸                             | 張瑞図 | 草書 | 169.5 cm × 48 cm                       |
| 不詳   | 杜甫飲中八仙歌巻                                         | 張瑞図 | 草書 |                                        |
| 不詳   | 行書詩軸（ぎょうしょしじく、七言絶句）                   | 張瑞図 | 行書 | 上海博物館、189.5 cm × 62.8 cm         |
| 1621年 | 感遼事作巻（かんりょうじさくかん）                       | 張瑞図 | 行書 | 26.5 cm × 579.5 cm（部分）             |
| 1627年 | 臨王羲之参朝帖軸（りんおうぎしさんちょうじょうじく）     | 王鐸   | 草書 | 142.5 cm × 32.4 cm                     |
| 1637年 | 臨王庭筠寒凝帖軸（りんおうていいんかんぎょうじょうじく） | 王鐸   | 行書 | 上海博物館、186.8 cm × 50.7 cm         |
| 1639年 | 遊中条語（ゆうちゅうじょうご）                           | 王鐸   | 行草 |                                        |
| 1643年 | 詩巻                                                     | 王鐸   | 草書 | 東京国立博物館、26 cm × 469 cm（部分） |
| 1643年 | 臨王献之豹奴帖軸（りんおうけんしひょうどじょうじく）     | 王鐸   | 草書 | 270 cm × 55 cm                         |
| 1646年 | 臨褚遂良尺牘                                             | 王鐸   | 行書 | 27 cm × 170 cm（部分）                 |
| 1647年 | 杜甫五律五首巻（とほごりつごしゅかん）                   | 王鐸   | 草書 |                                        |
| 1648年 | 臨張芝帖軸（りんちょうしじょうじく）                     | 王鐸   | 草書 |                                        |
| 1652年 | 容易語（よういのご）                                     | 王鐸   | 行書 | 藤井斉成会有鄰館、233.2 cm × 49.3 cm   |
| 不詳   | 臨王羲之鵞群帖軸（りんおうぎしがぐんじょうじく）         | 王鐸   | 行草 | 京都国立博物館                         |

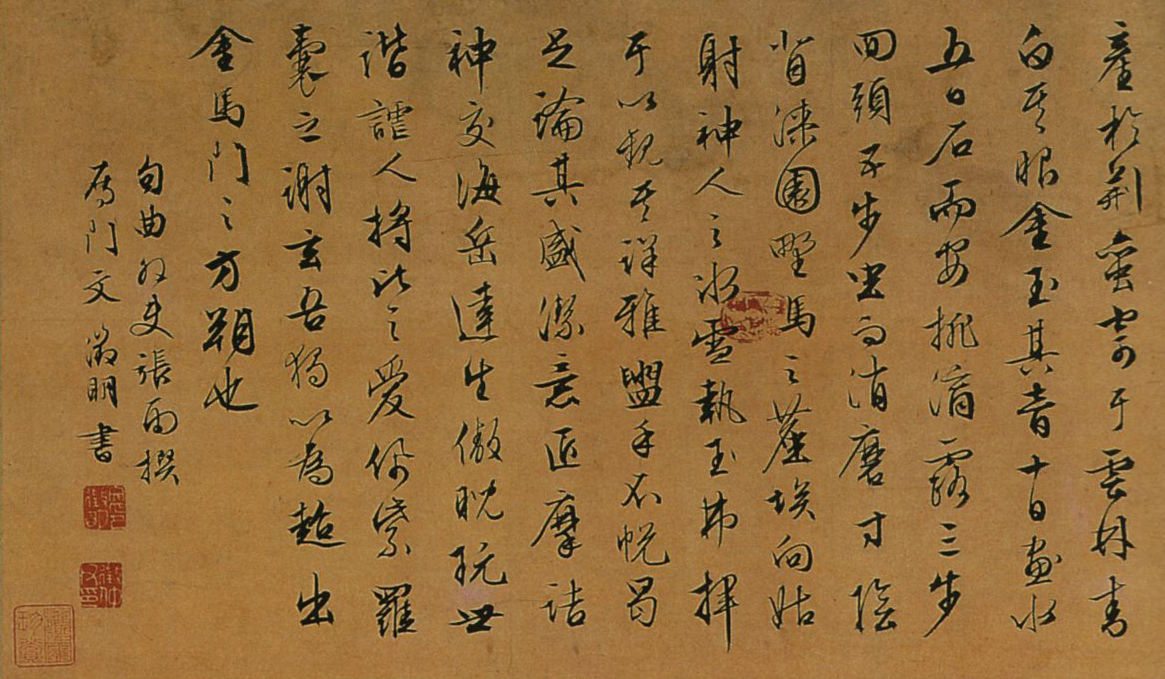
『倪賛像題跋』（部分）文徴明書
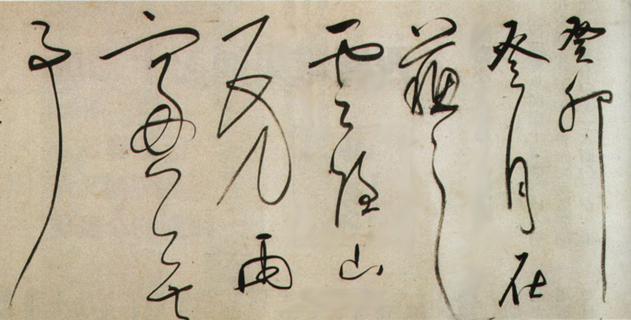
『行書詩巻』（部分）董其昌書
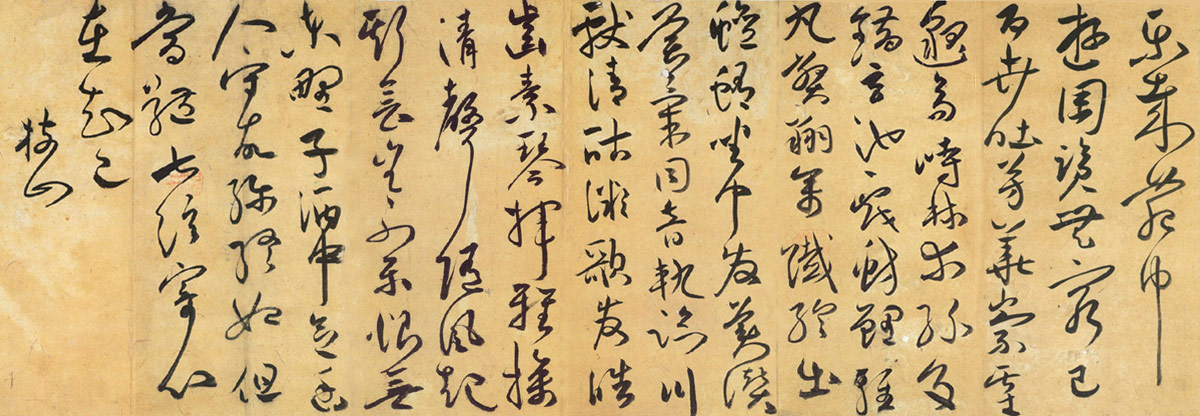
『嵆康酒会詩』祝允明書

## 清
| 年代   | 筆跡名       | 筆者 | 書体 | 所蔵・法帖など |
| ------ | ------------ | ---- | ---- | -------------- |
| 不詳   | 論書         | 鄭燮 | 破体 | 上海博物館     |
| 1764年 | 懐素自叙帖幅 | 鄭燮 | 行書 | 東京国立博物館 |

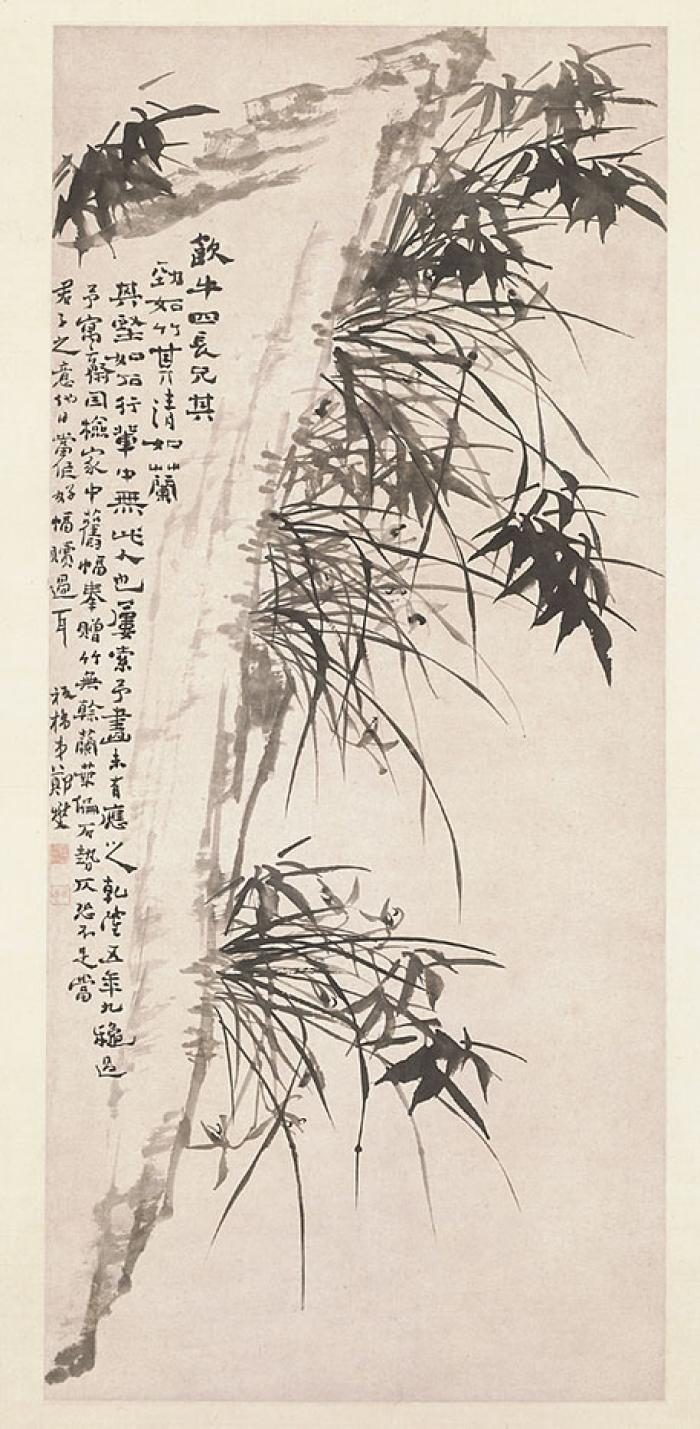
『竹図』鄭燮画・書
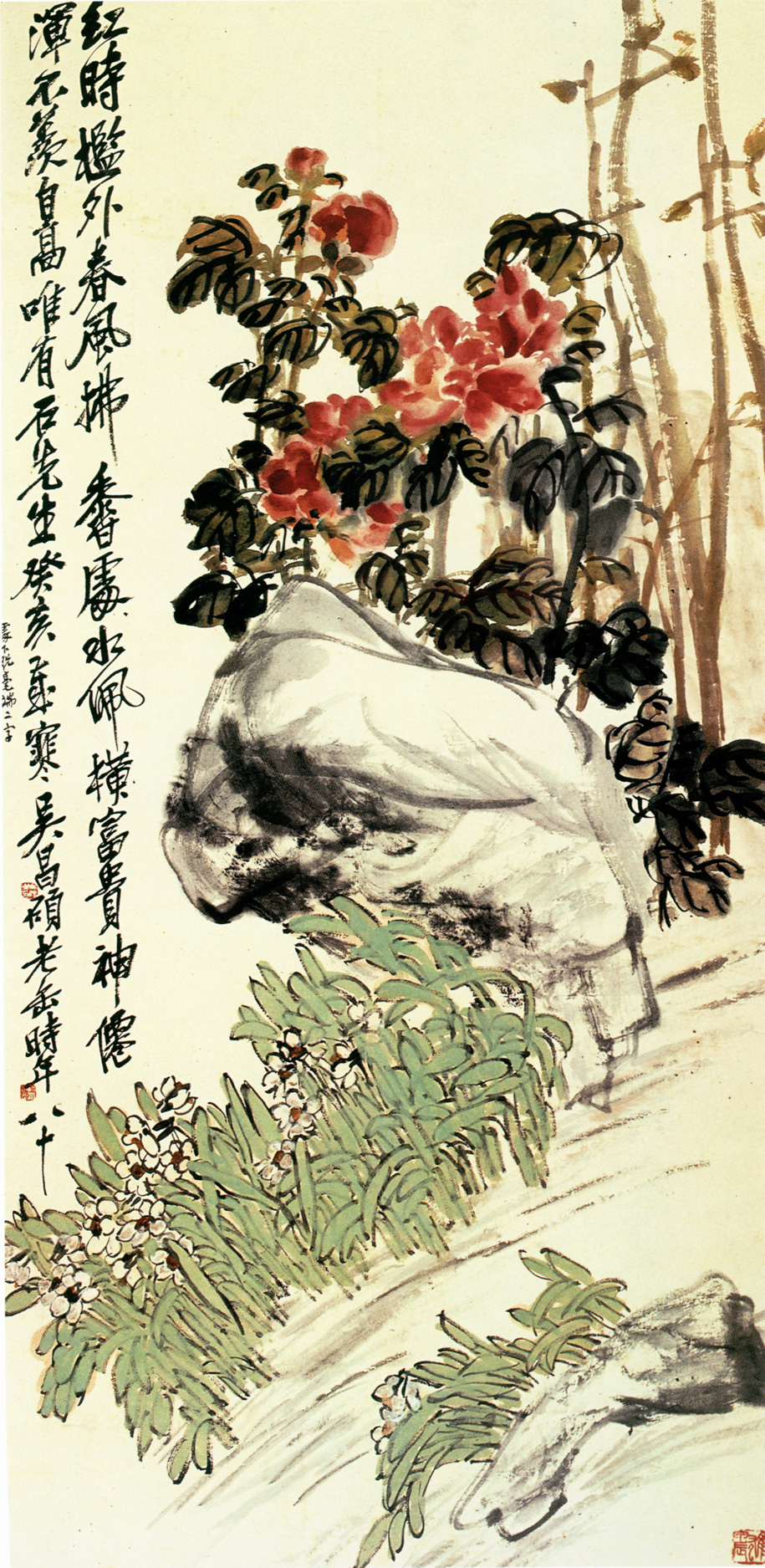
『牡丹水仙図』呉昌碩画・書
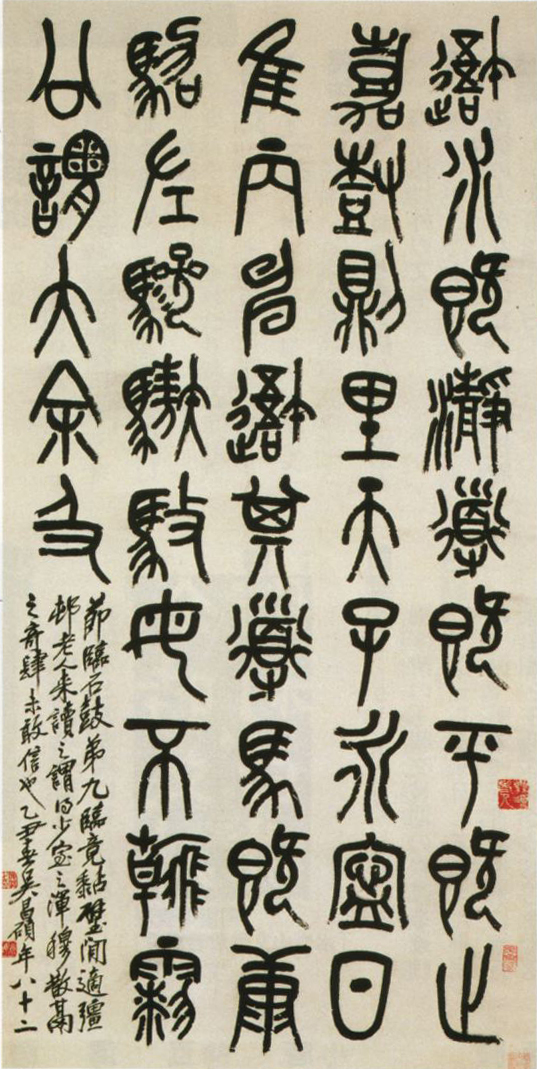
『石鼓文』呉昌碩臨